# لانگر
لانگر (به فرانسوی: Langres) یک کمون در فرانسه است که در Canton of Langres واقع شده‌است.

## خصوصیات
لانگر ۲۲٫۳۳ کیلومترمربع مساحت و ۹٬۵۸۶ نفر جمعیت دارد و ۴۷۵ متر بالاتر از سطح دریا واقع شده‌است.

## خواهرخوانده
شهرهای آبیاته‌گراسو، بکونزفیلد و الوانگان خواهرخوانده‌های لانگر هستند.

## نگارخانه

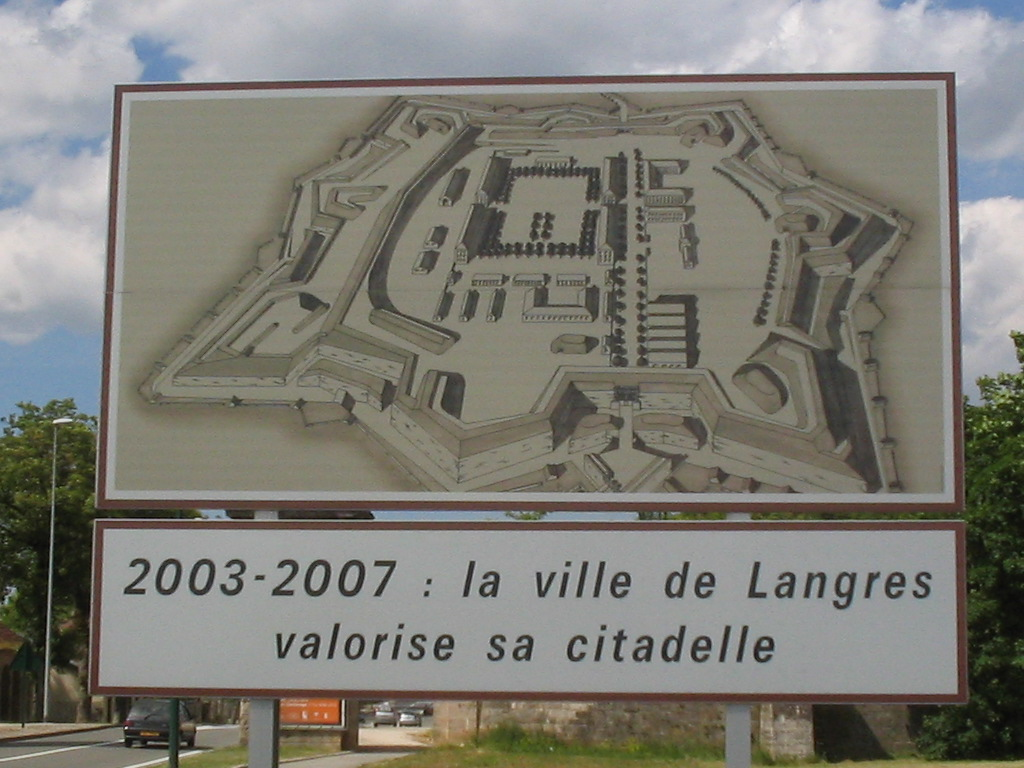
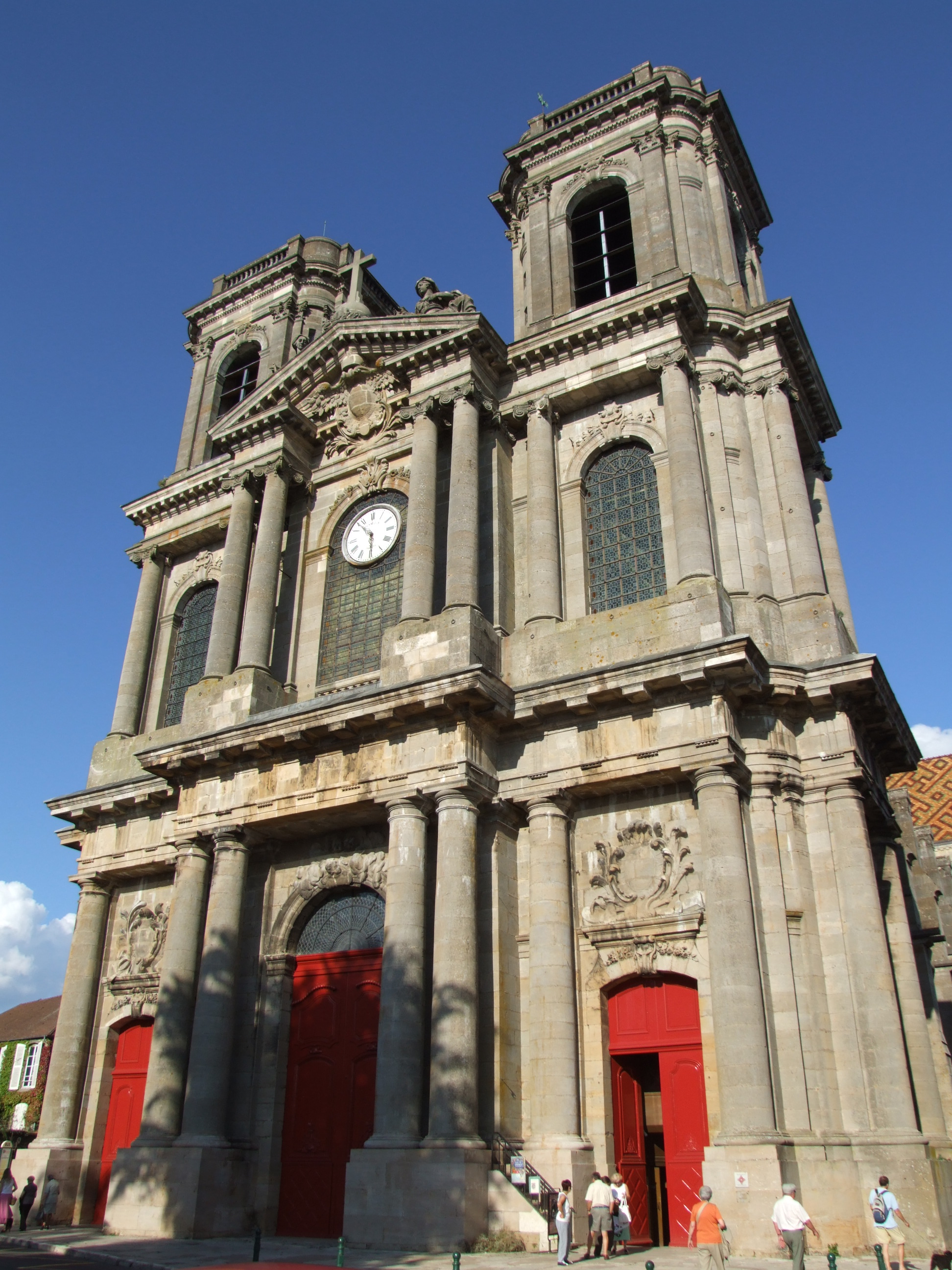
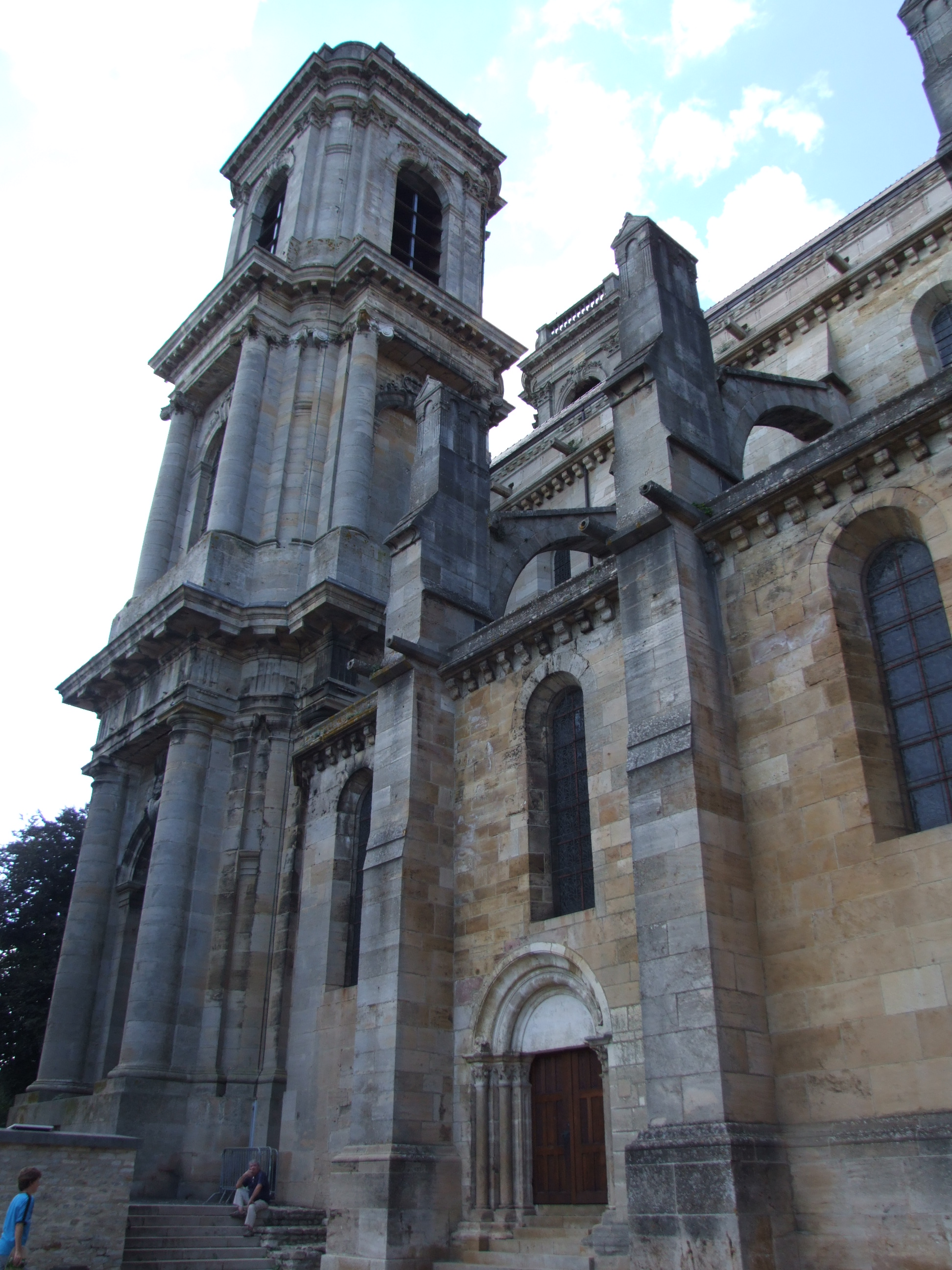
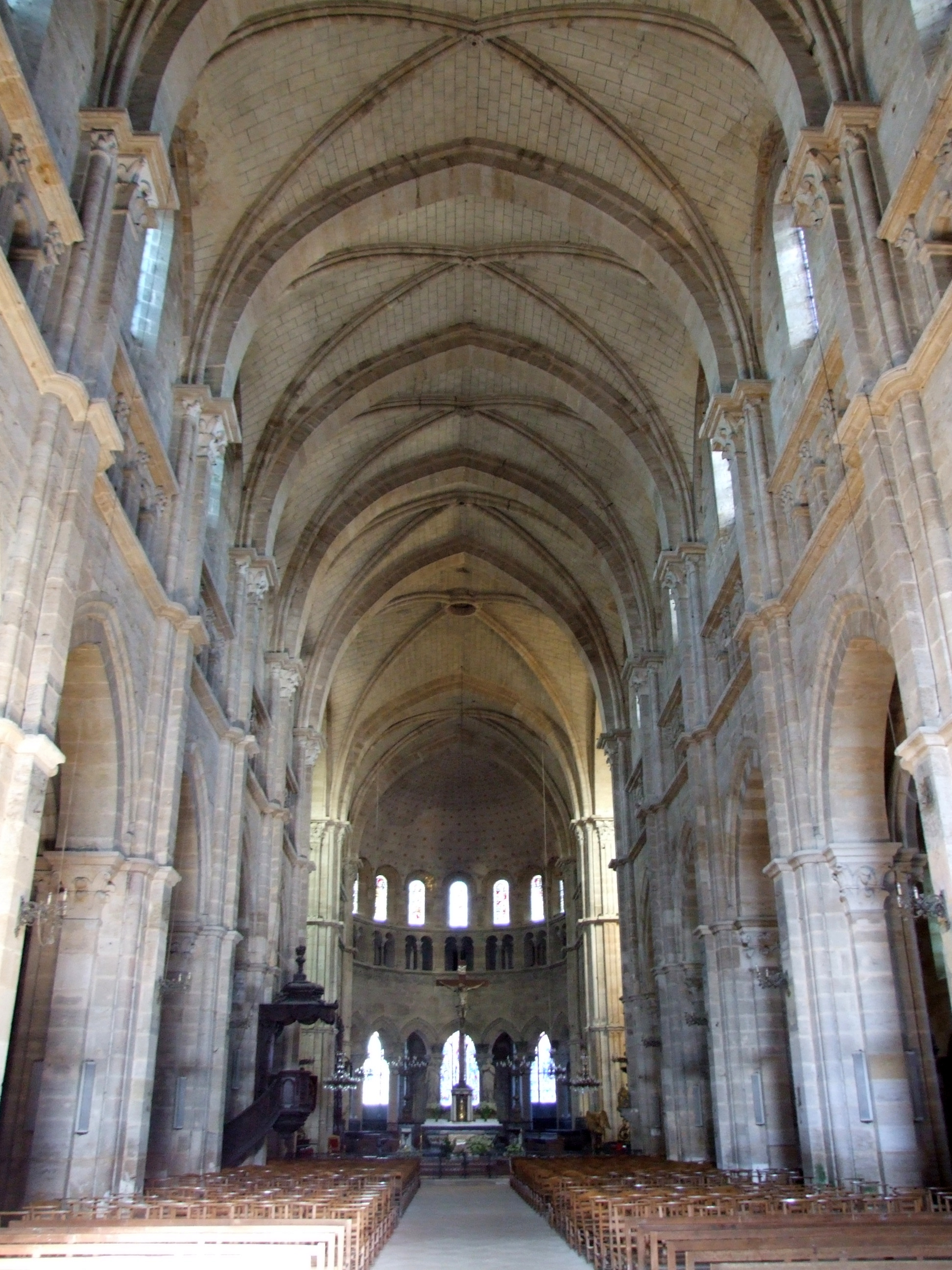
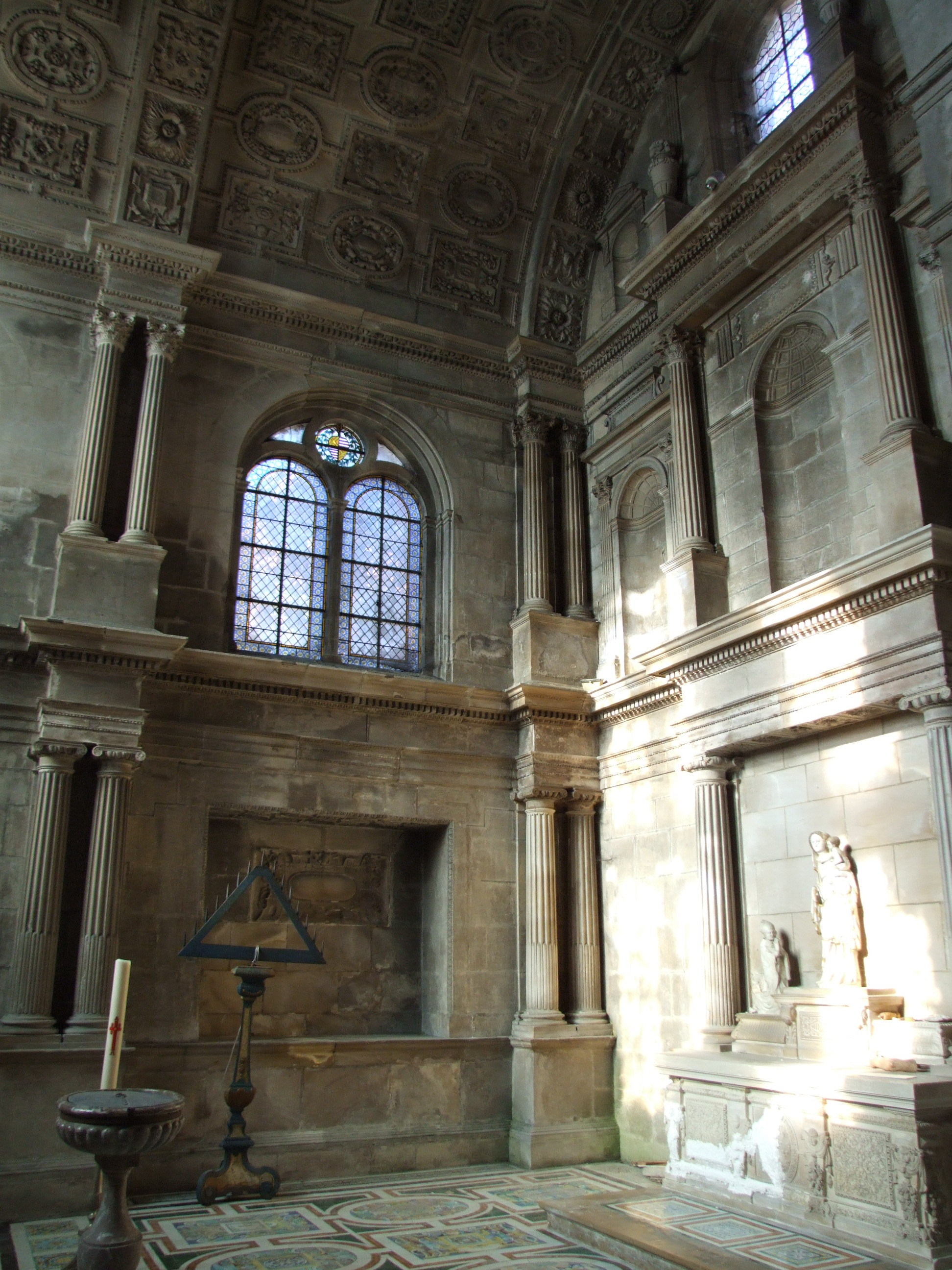
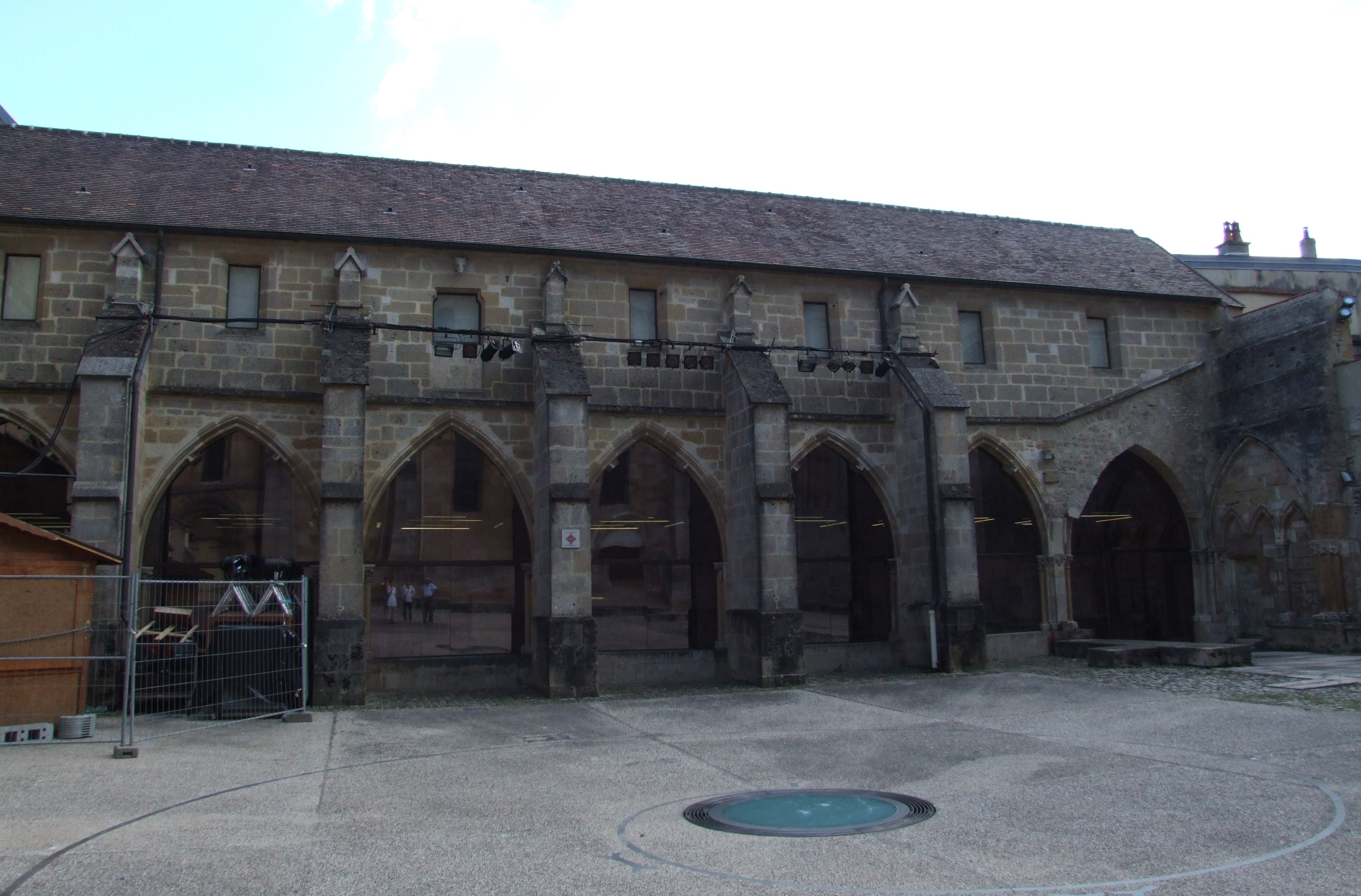
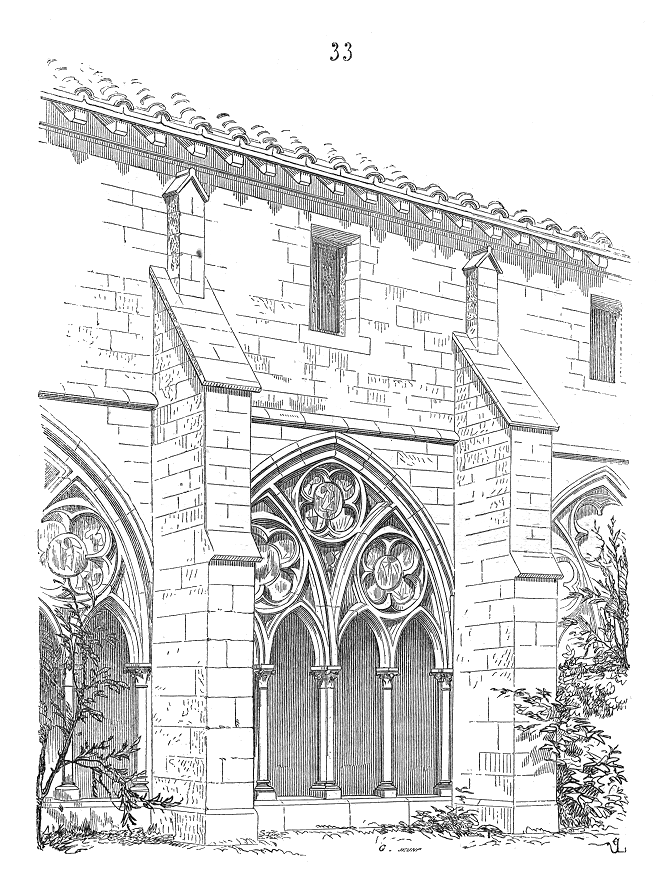
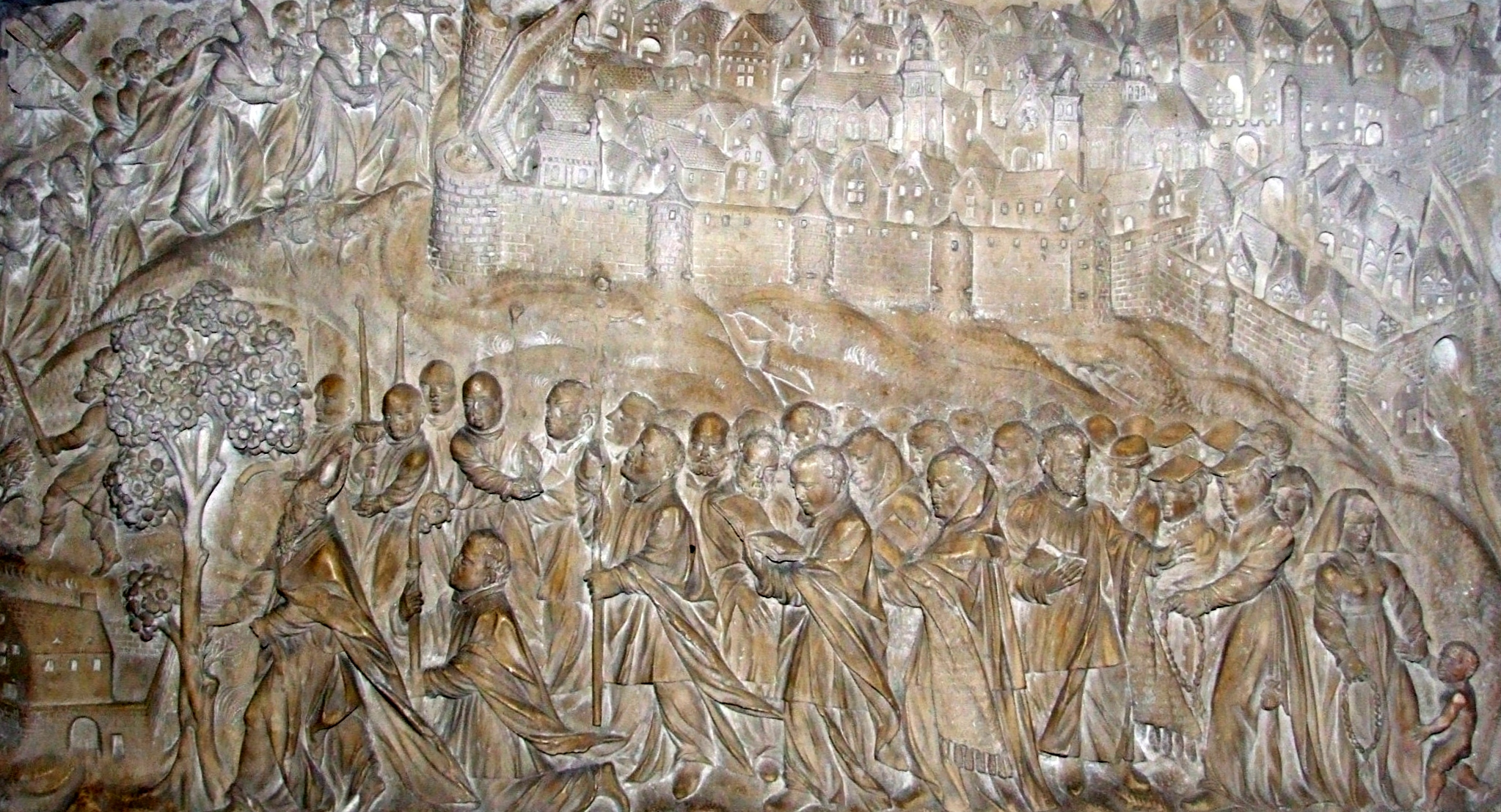
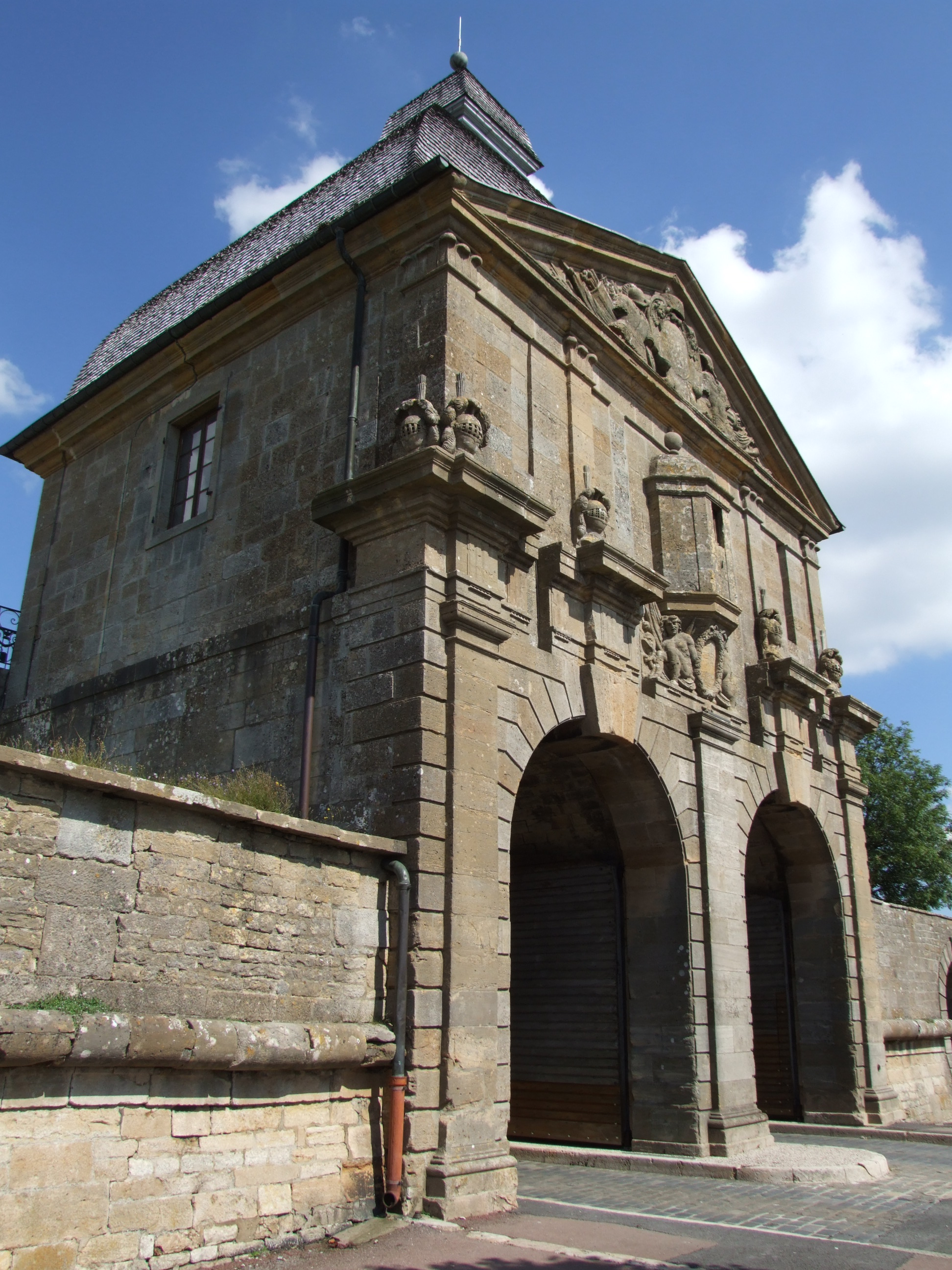
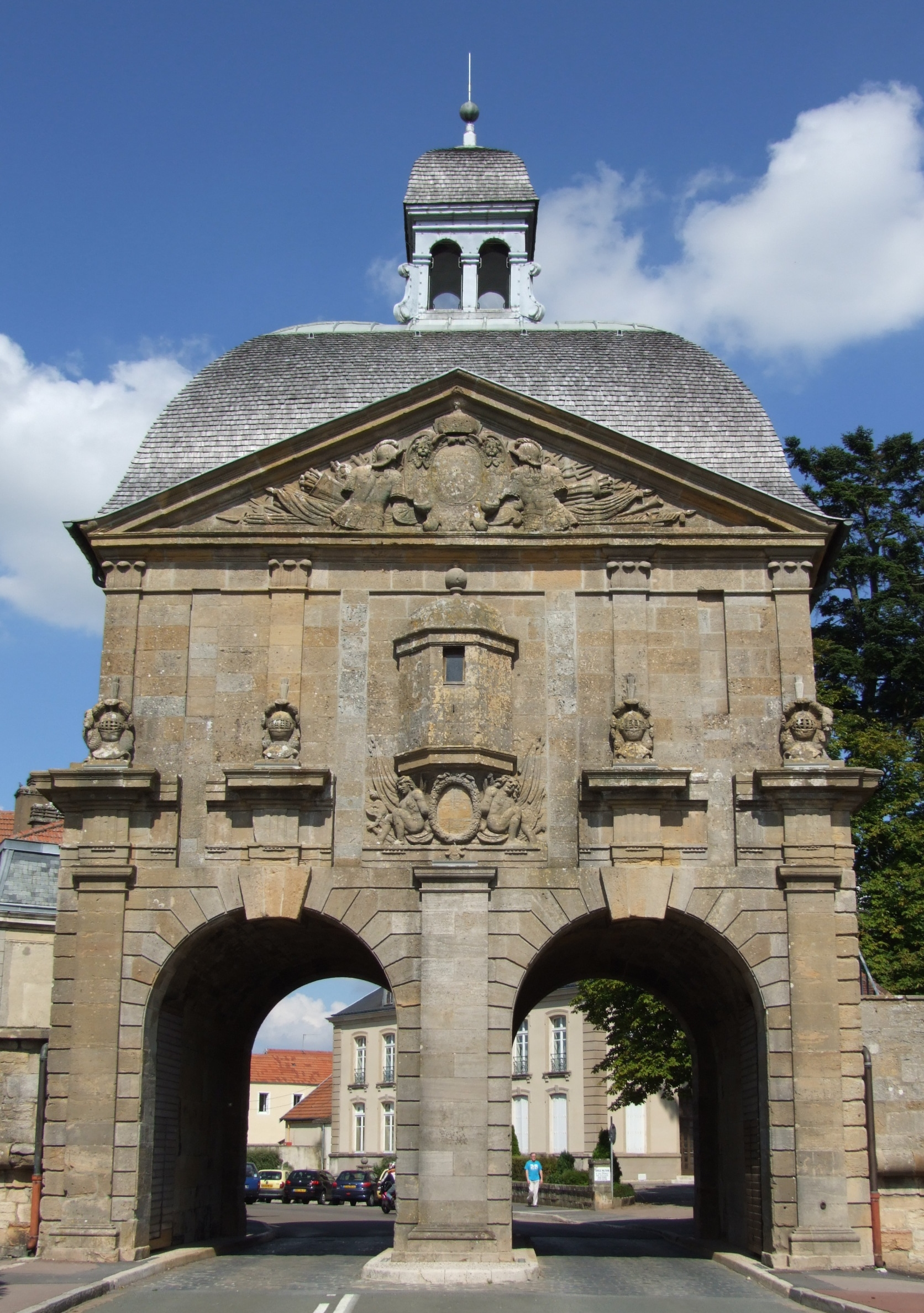
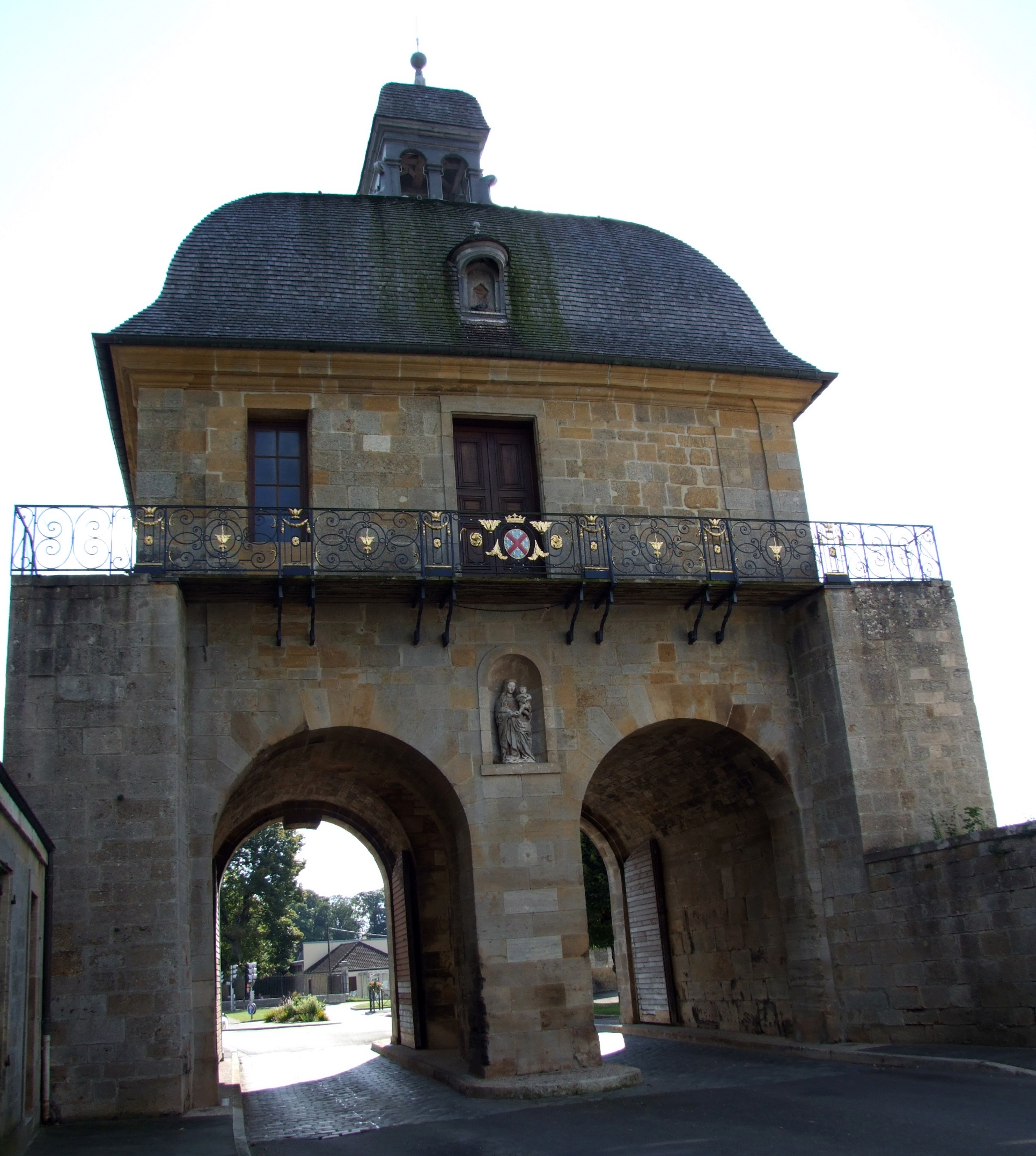
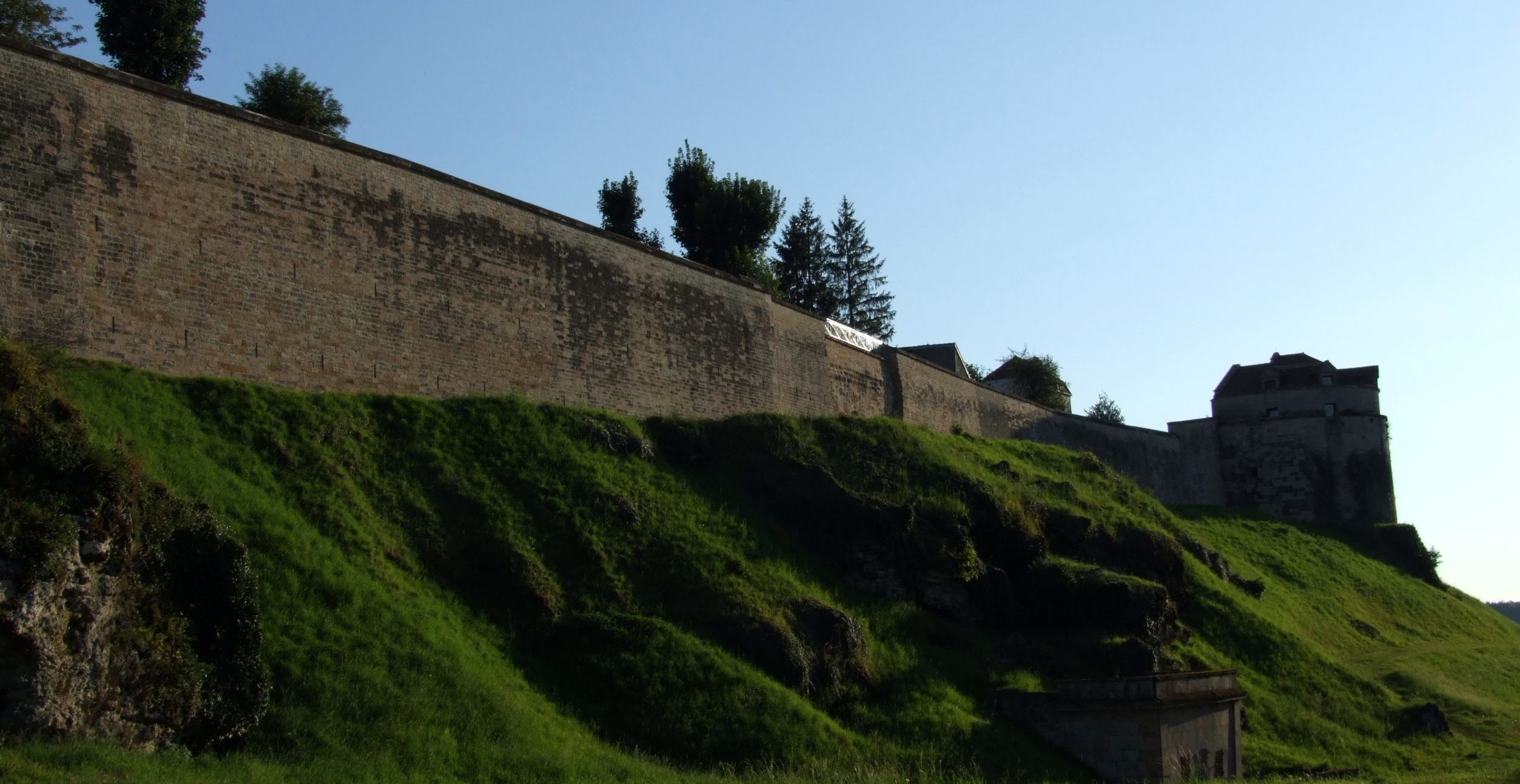
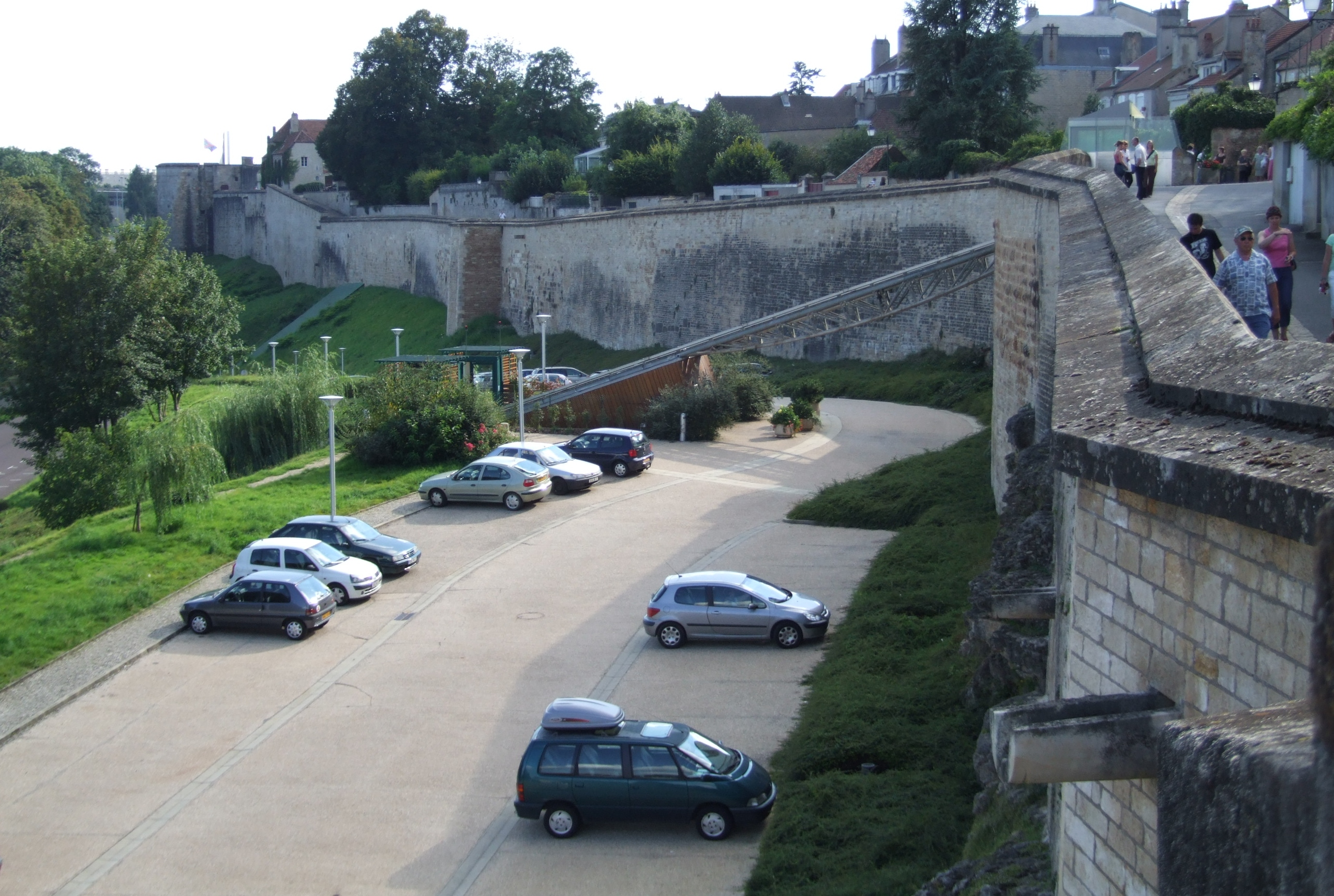
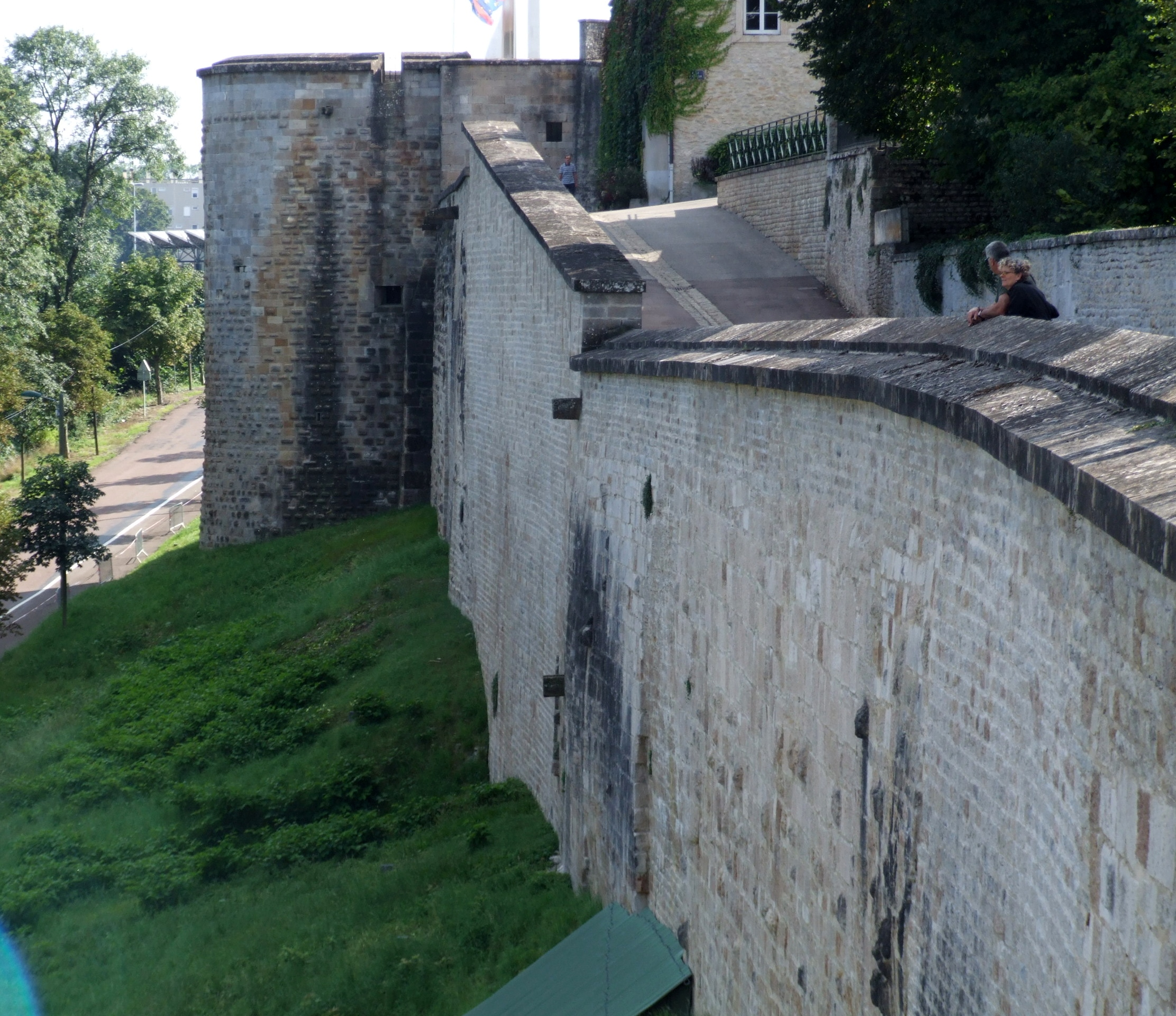
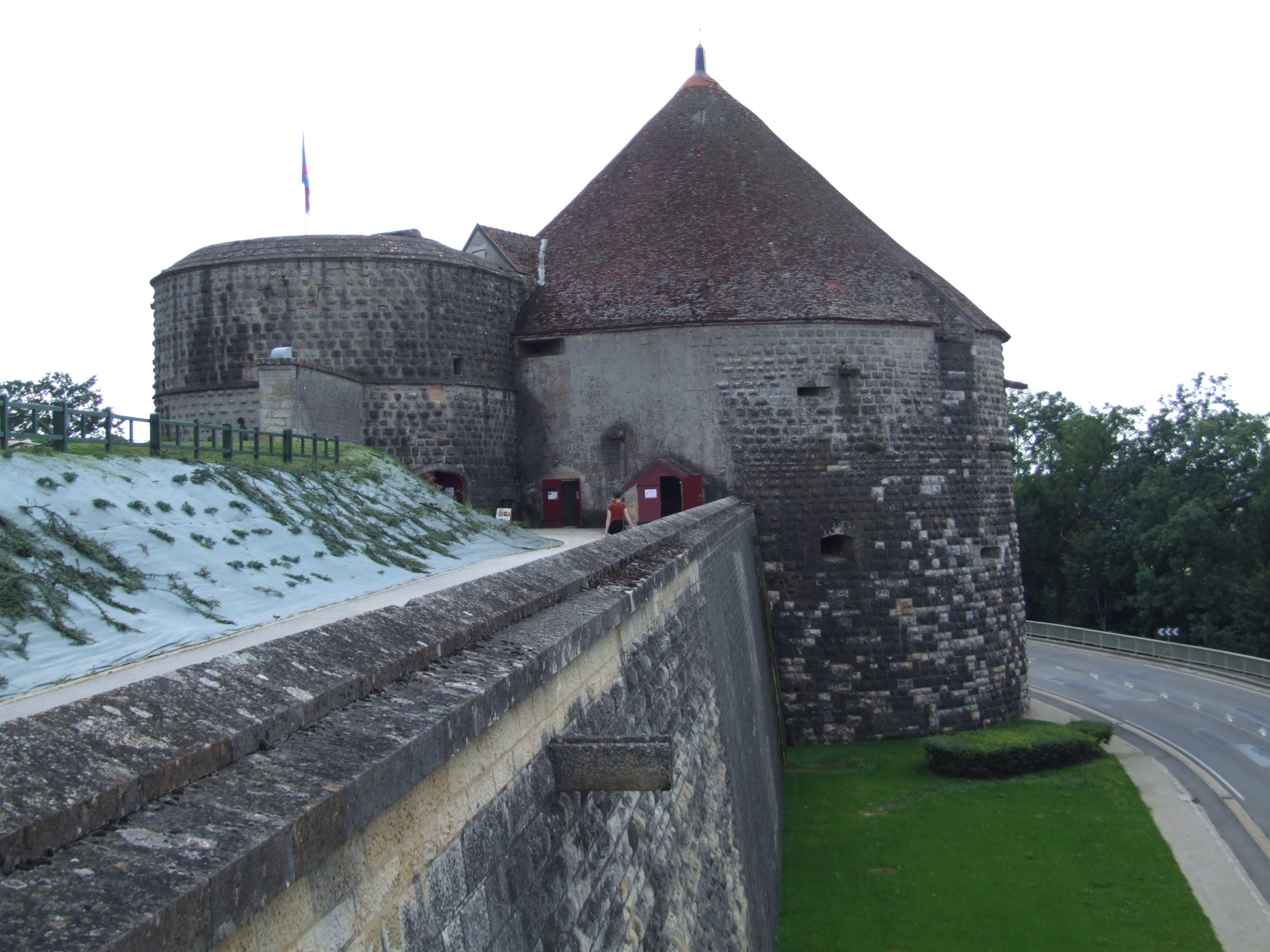
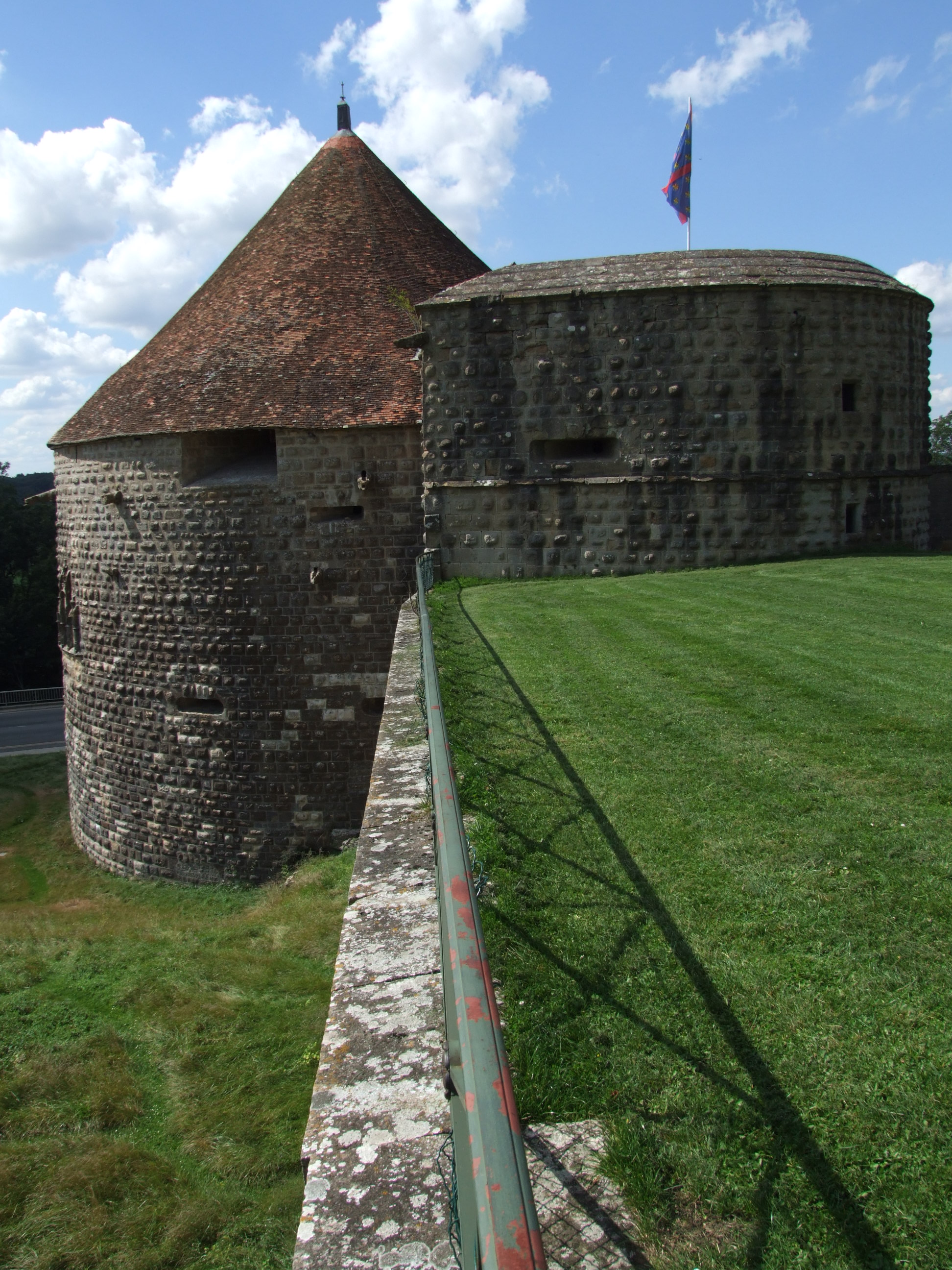
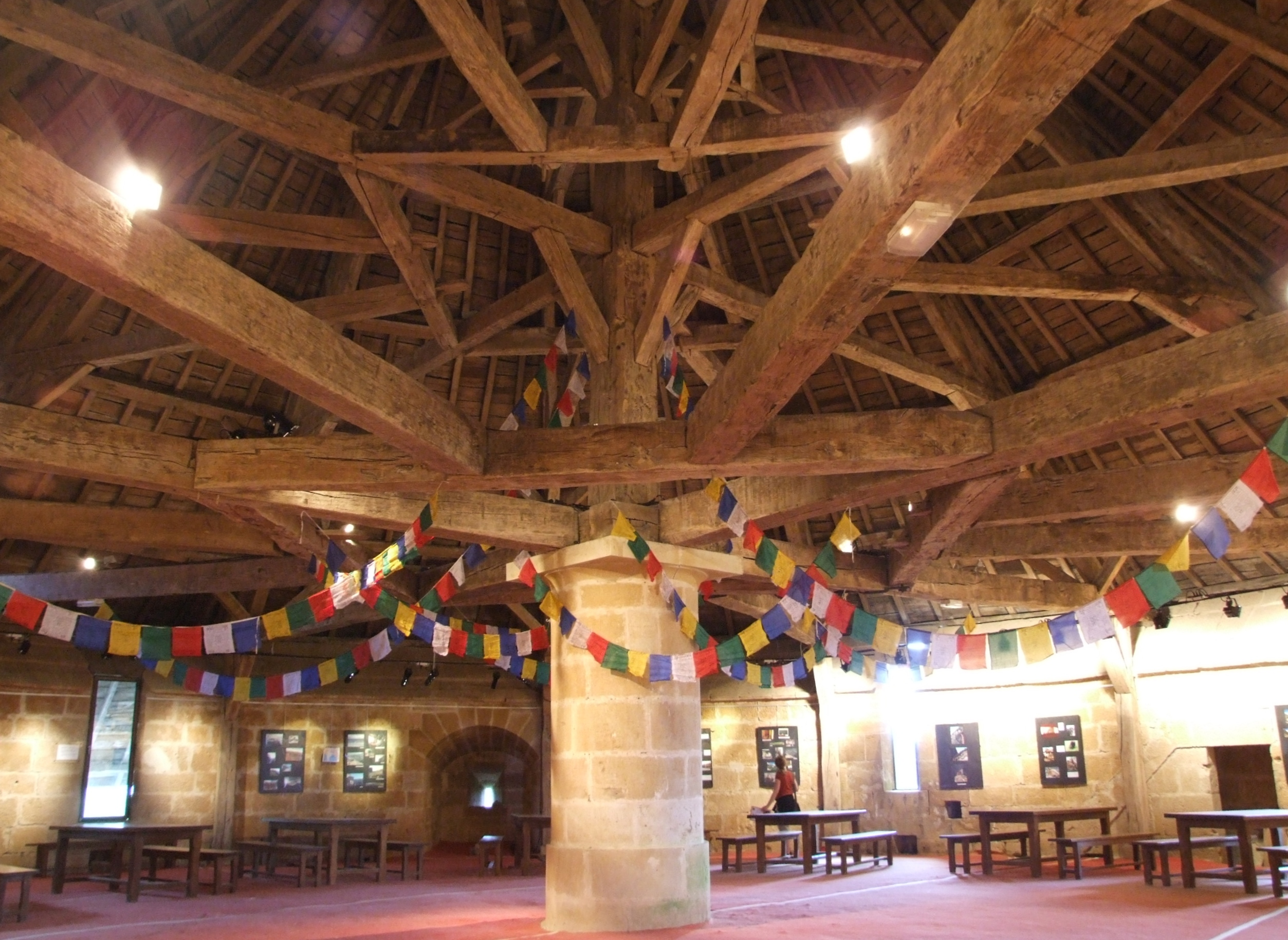
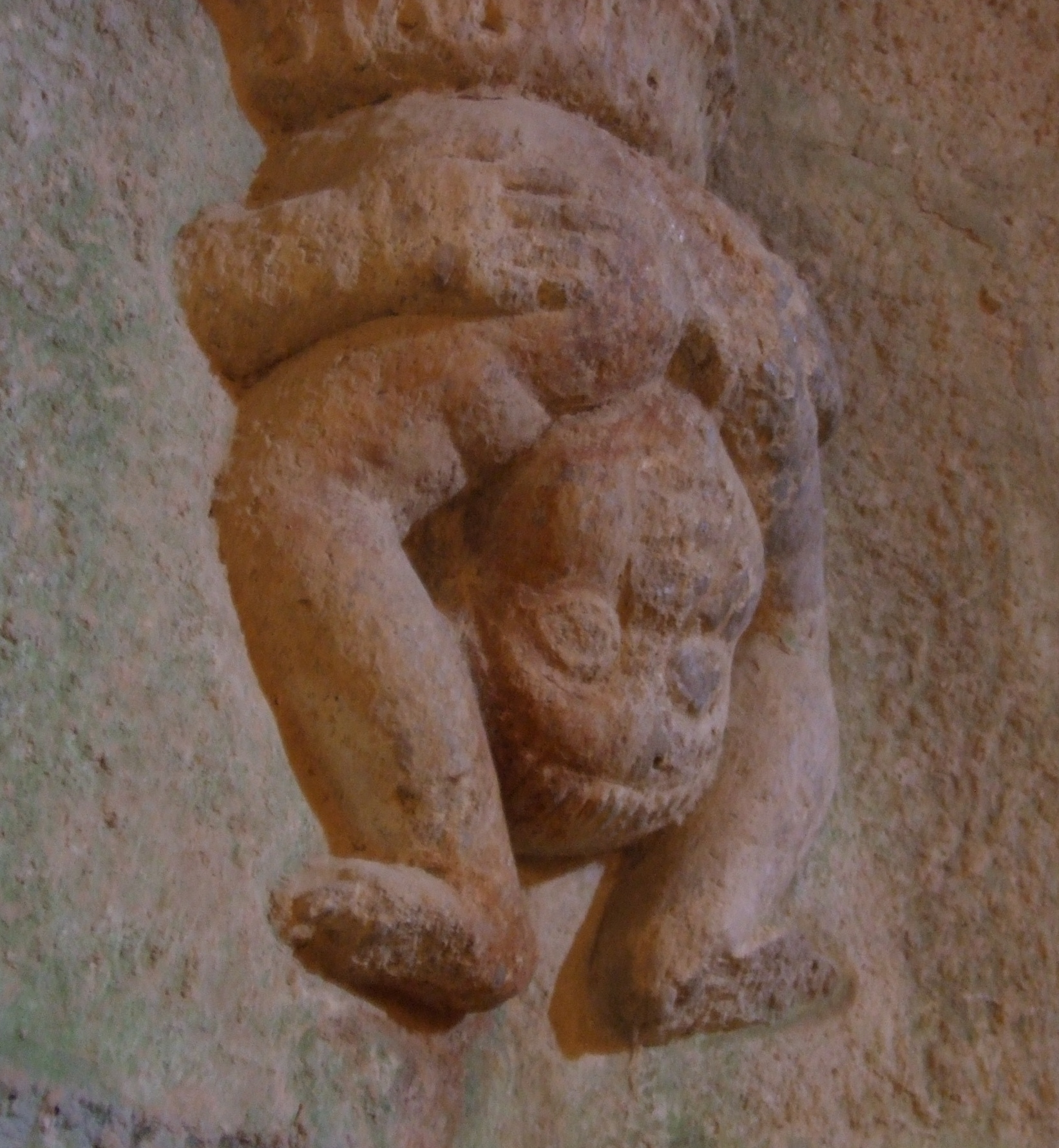
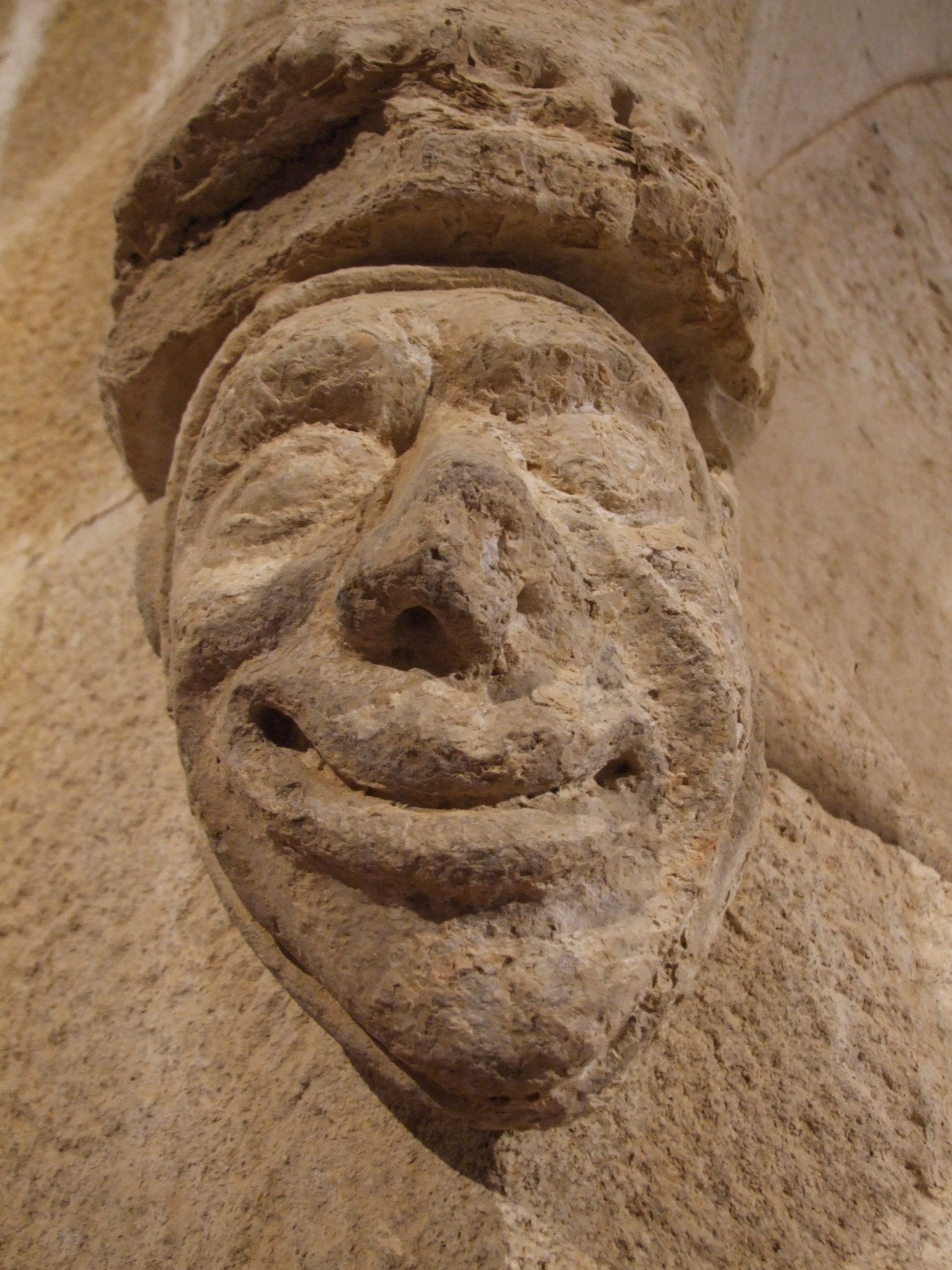
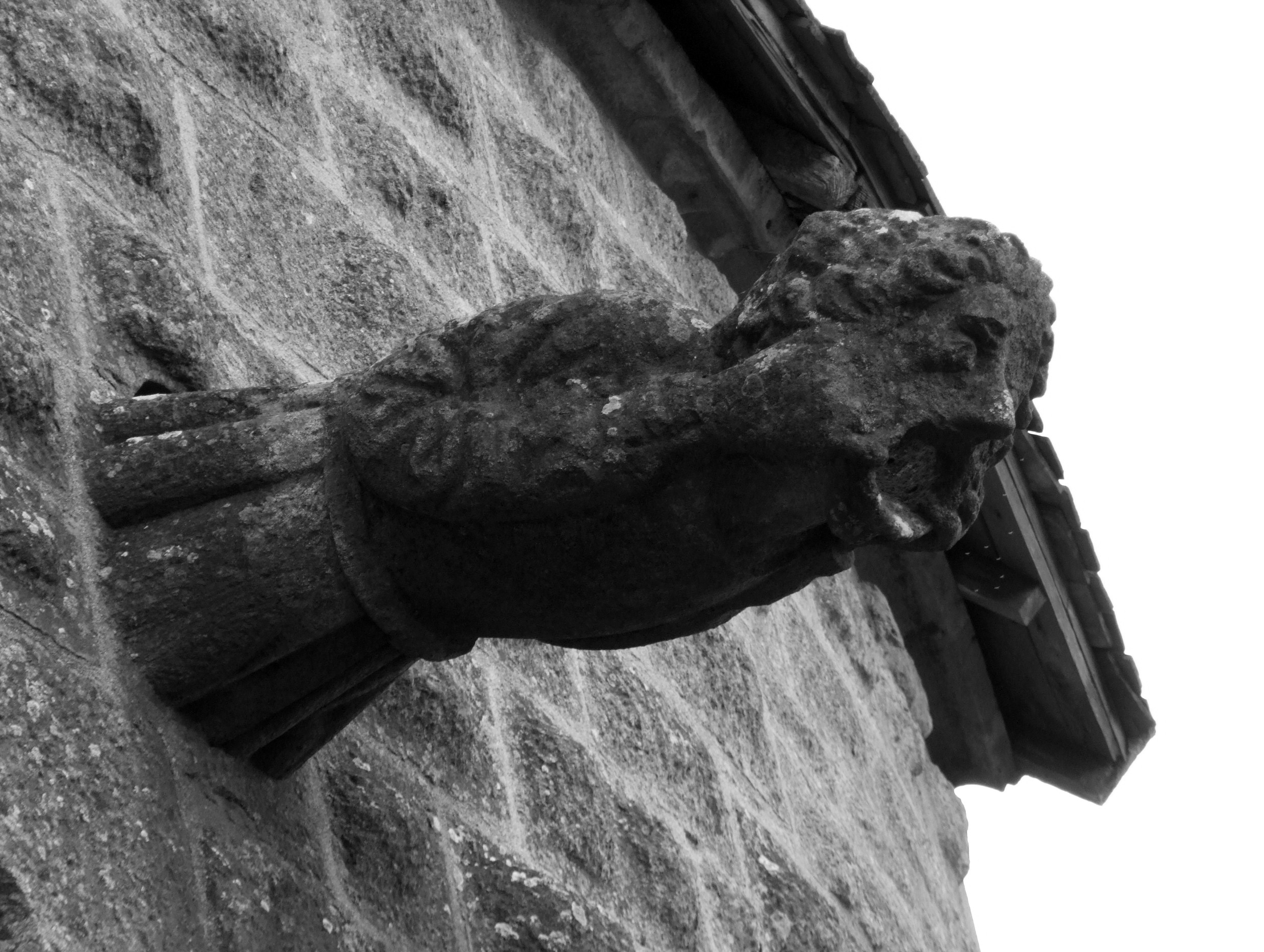
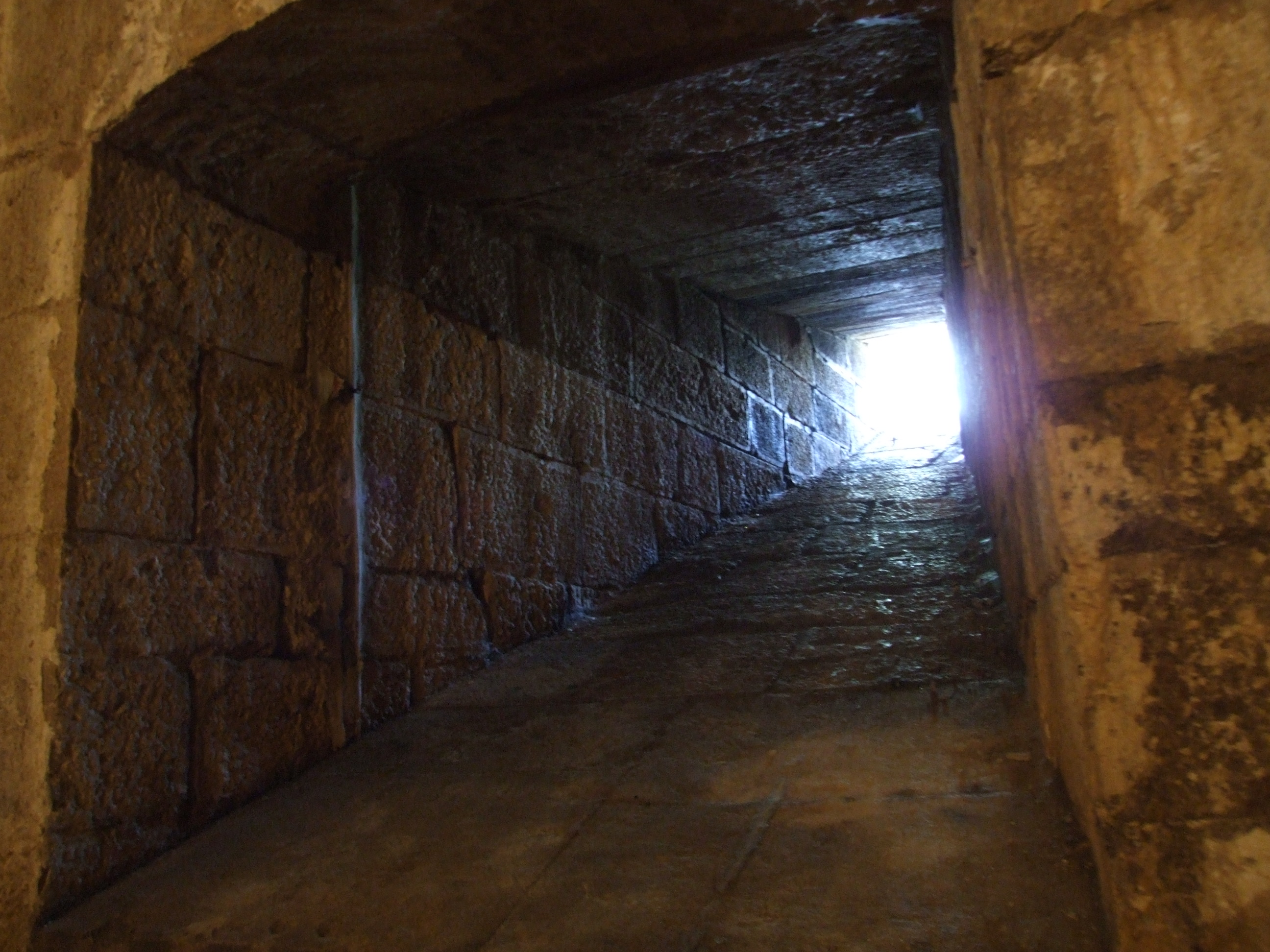
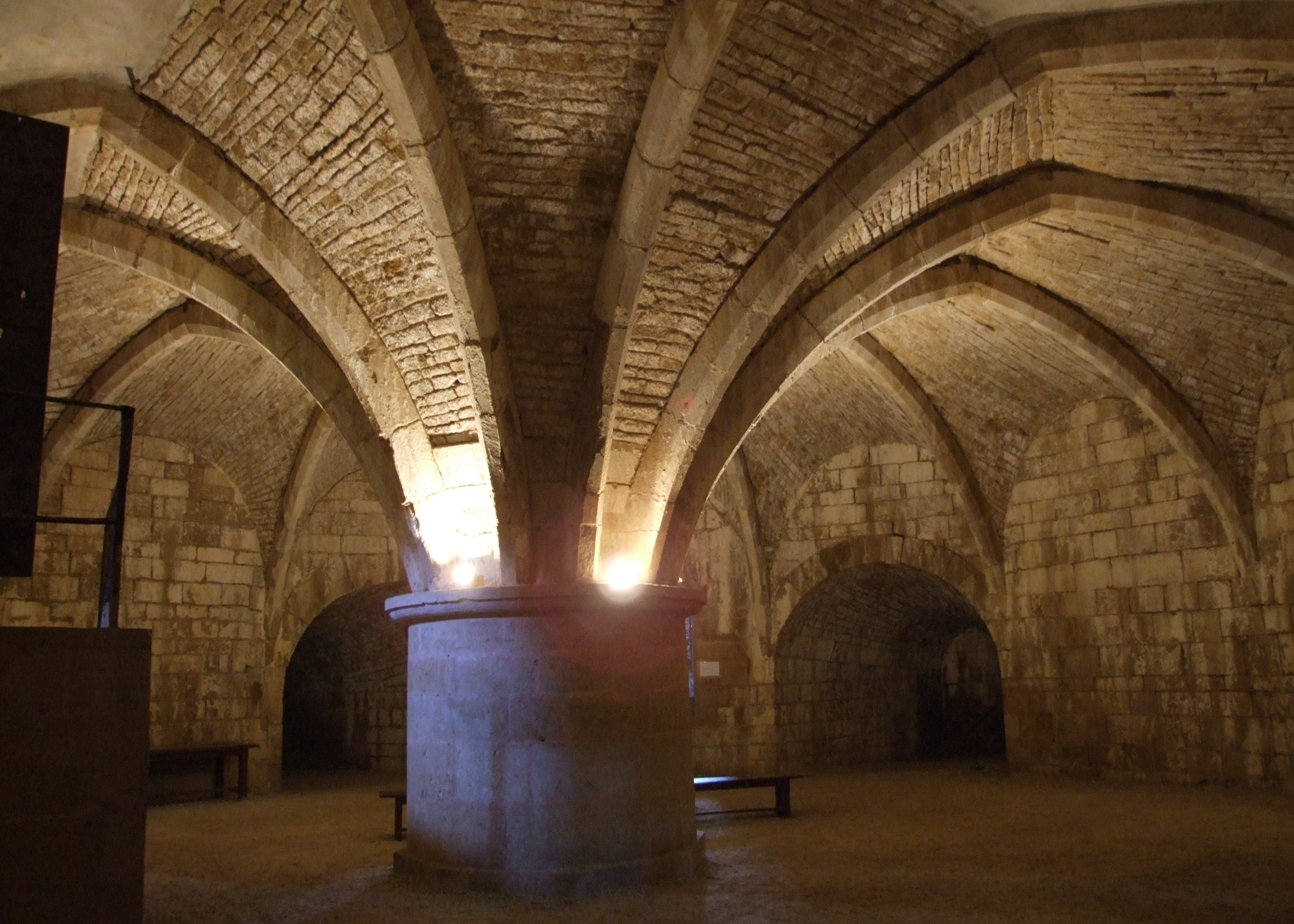
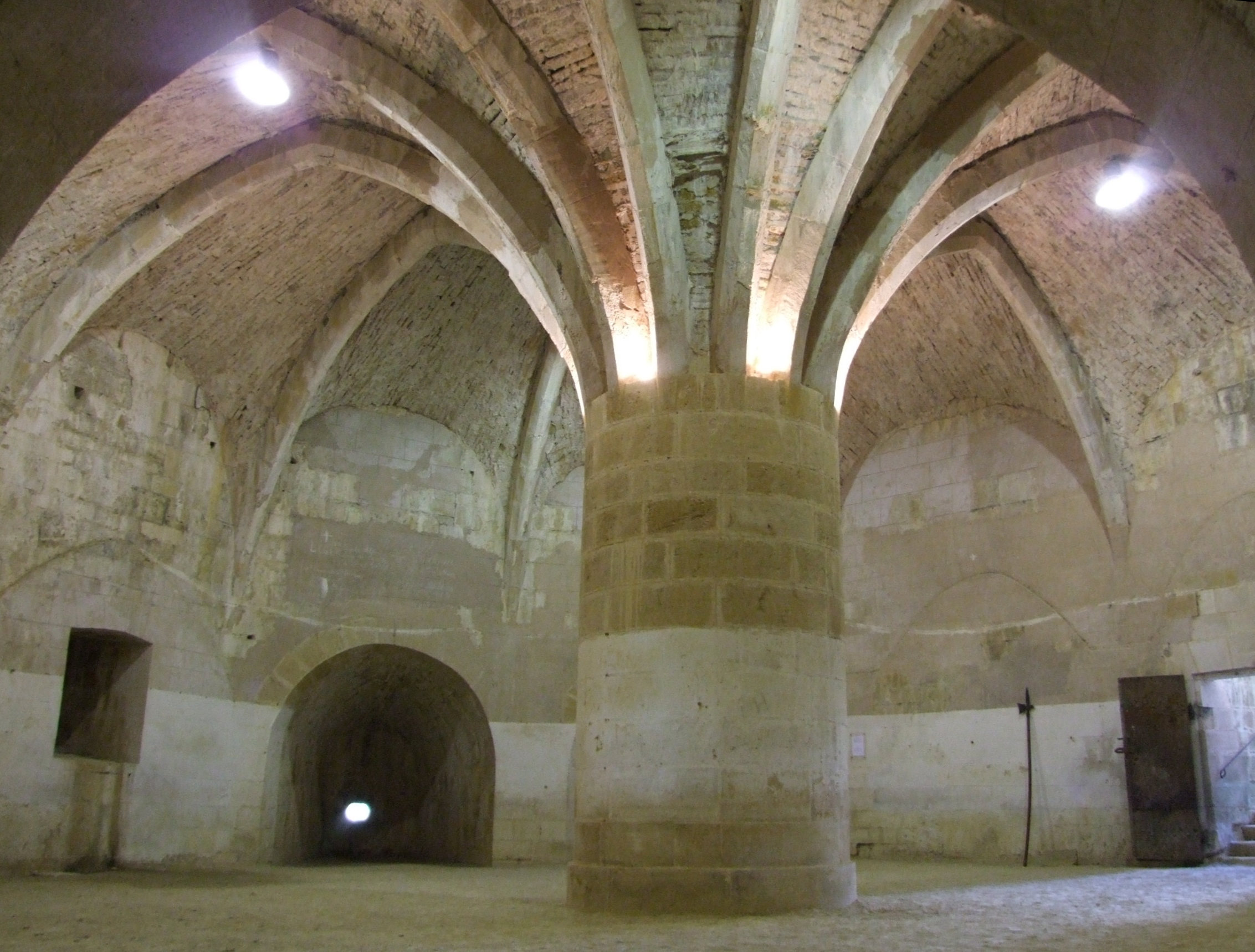
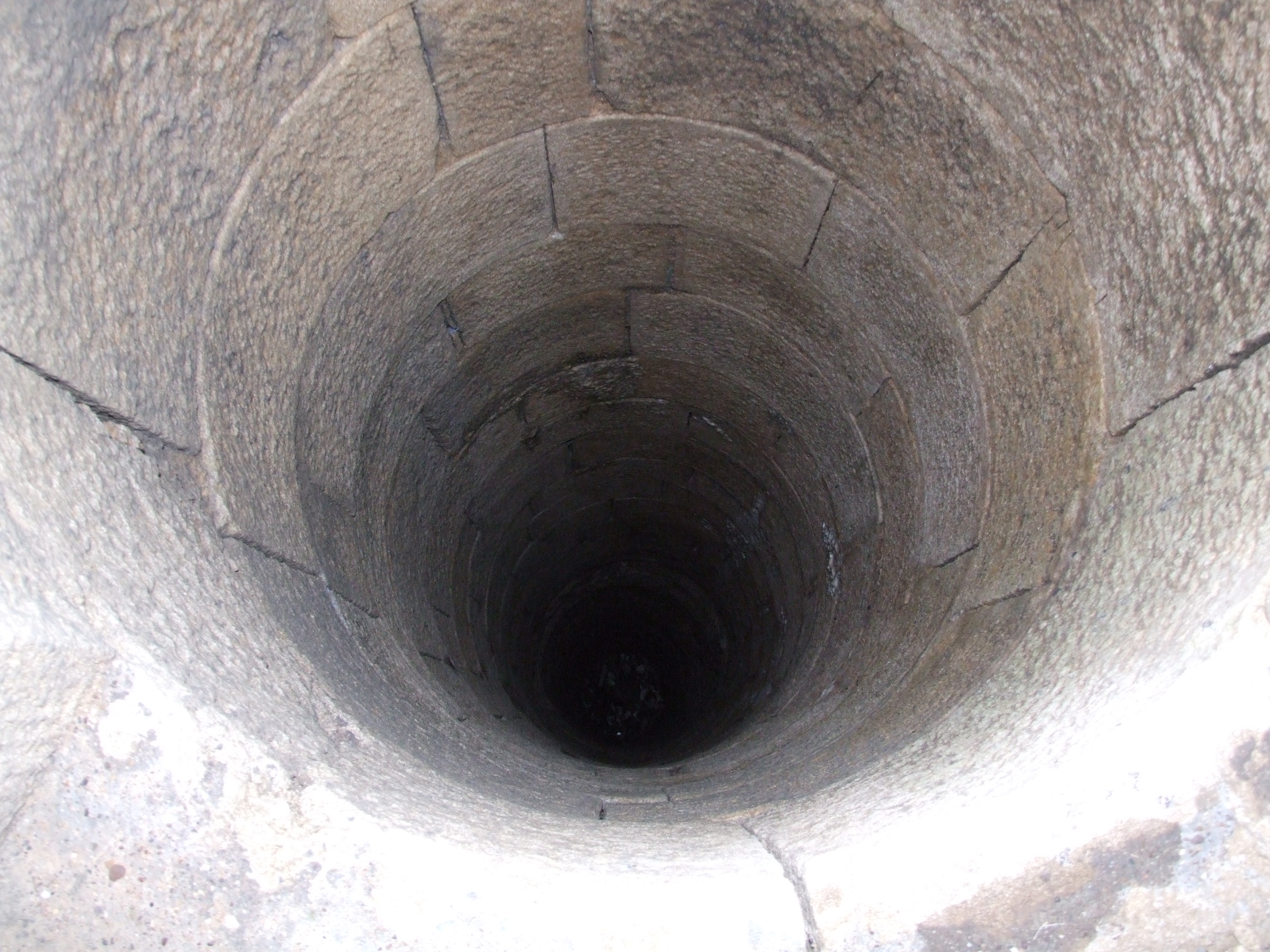
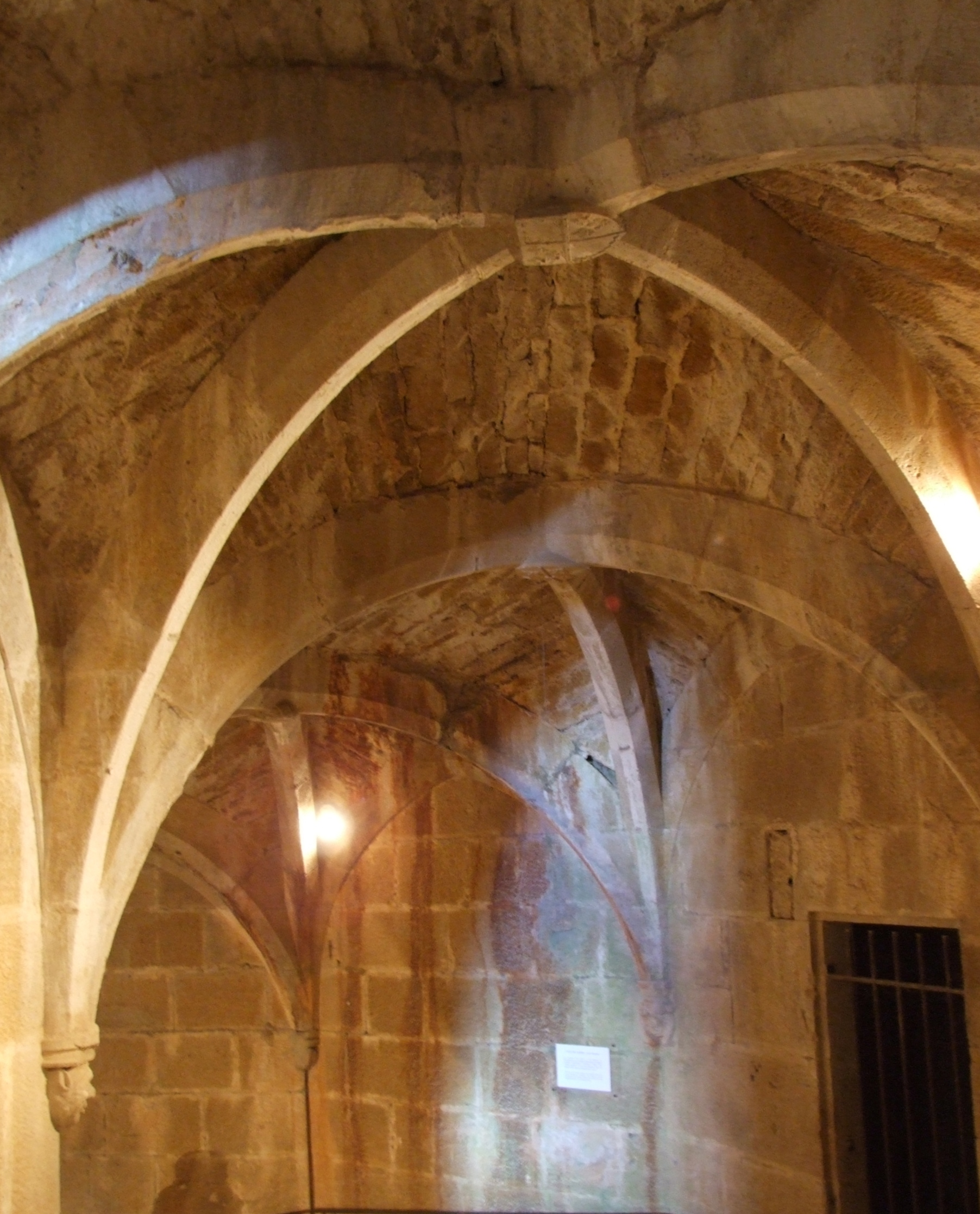
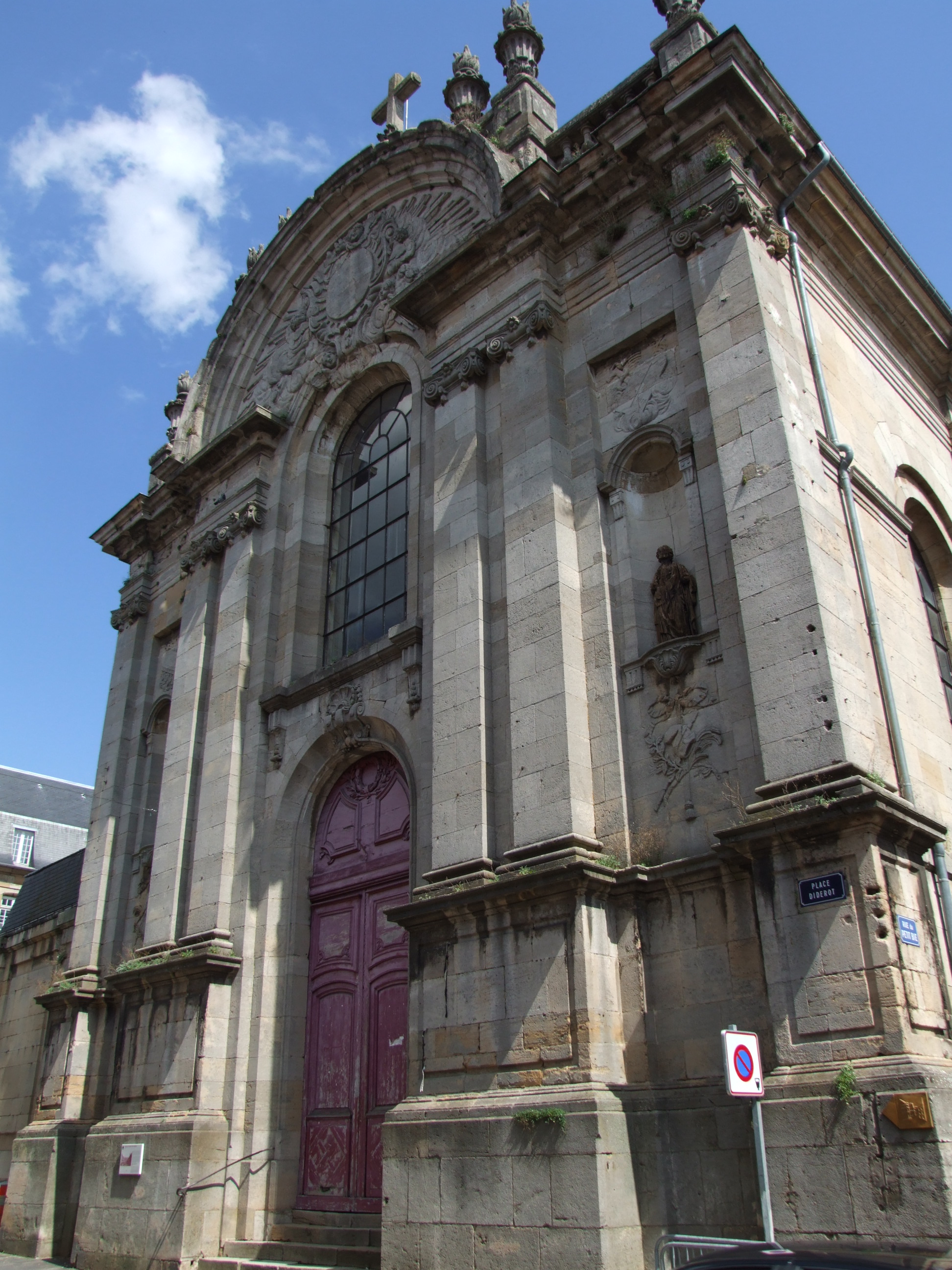
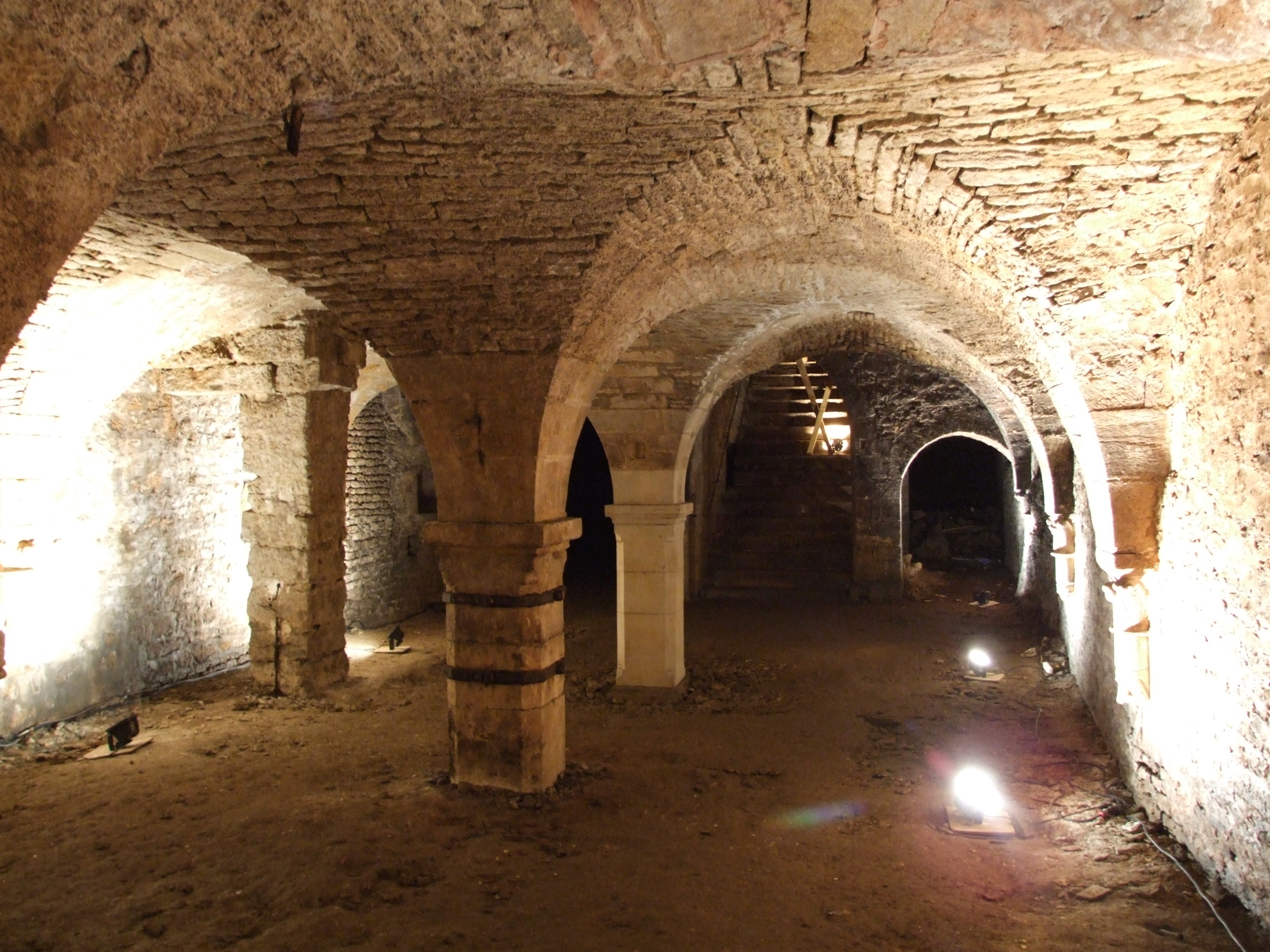
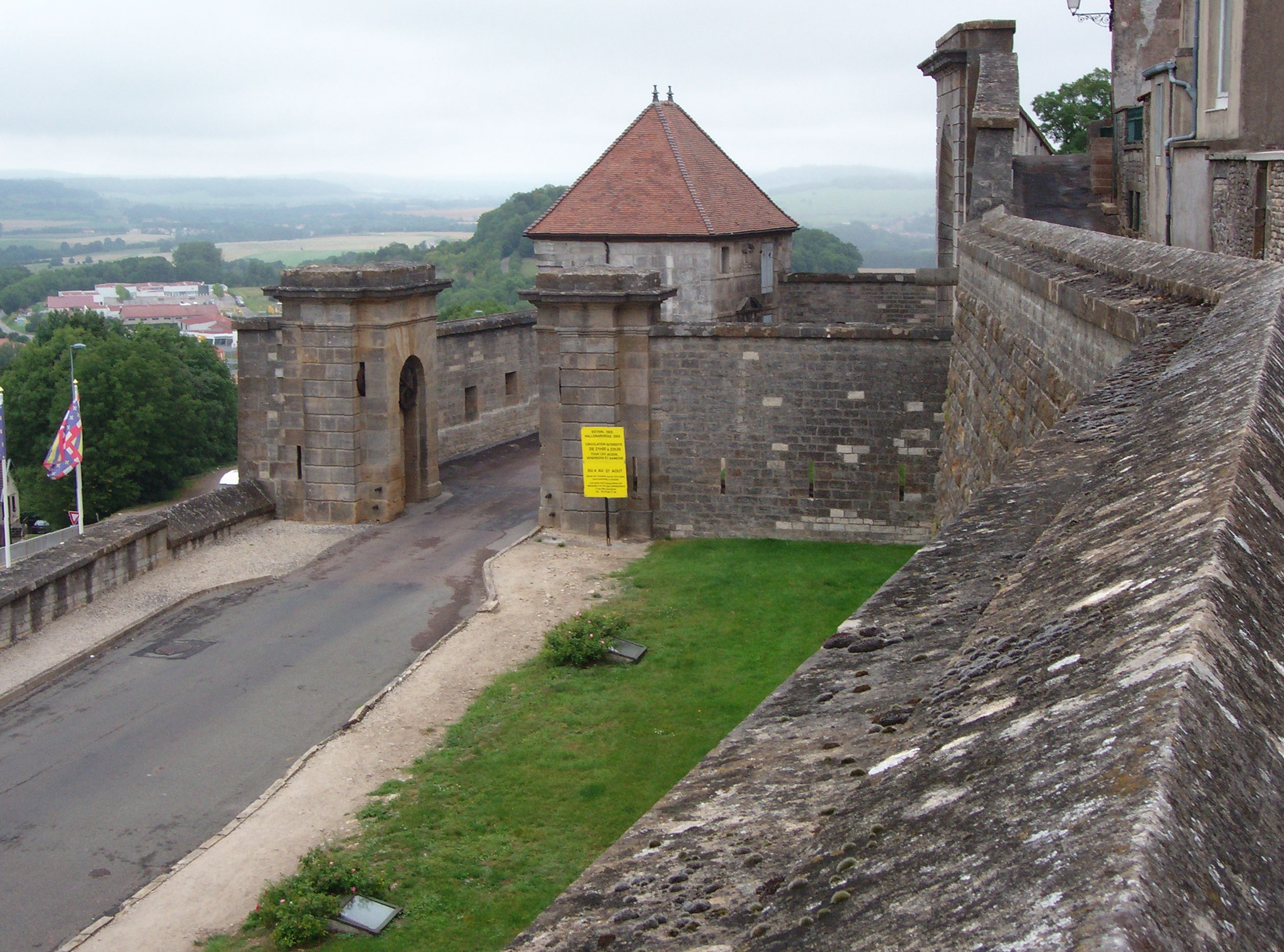
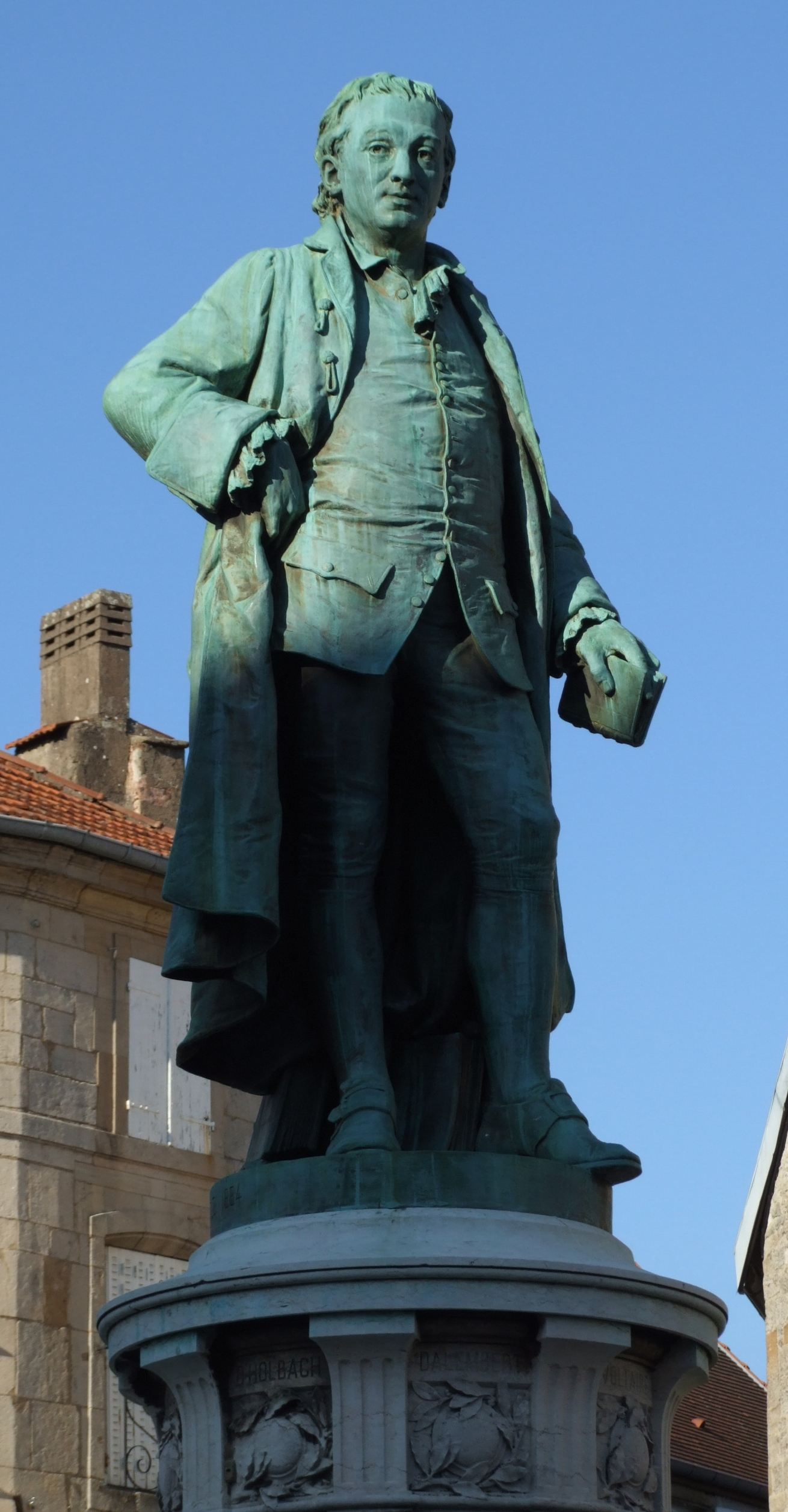
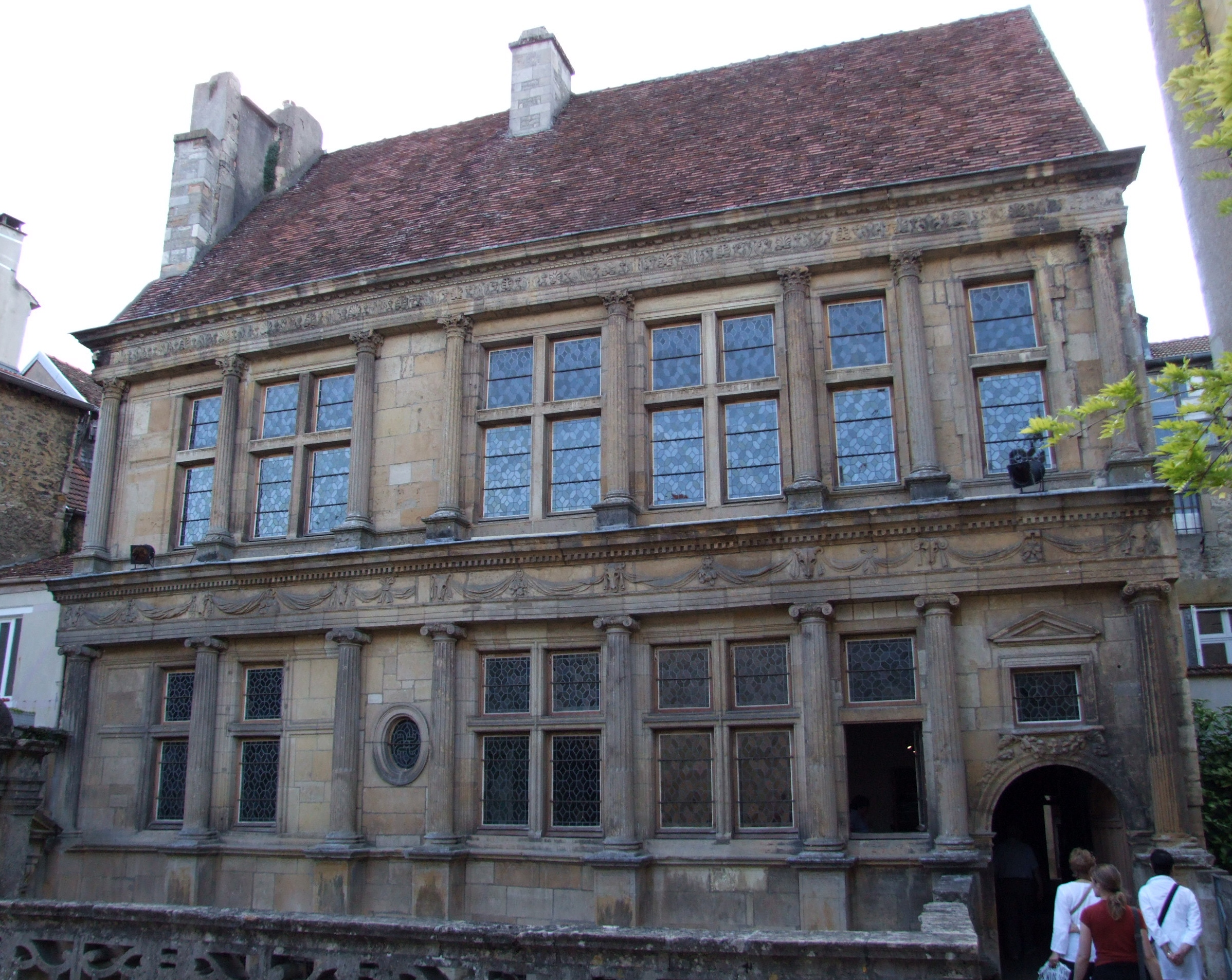
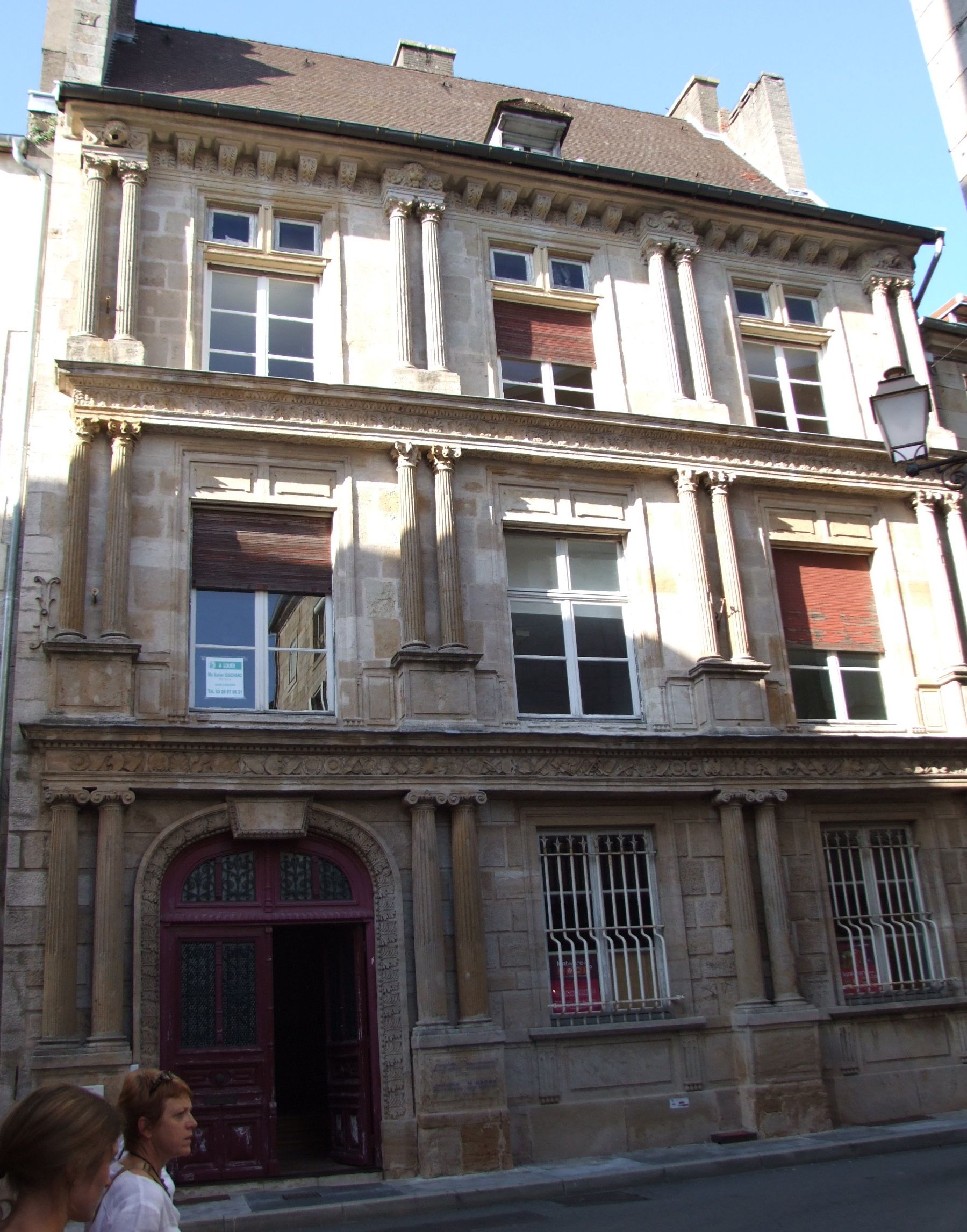
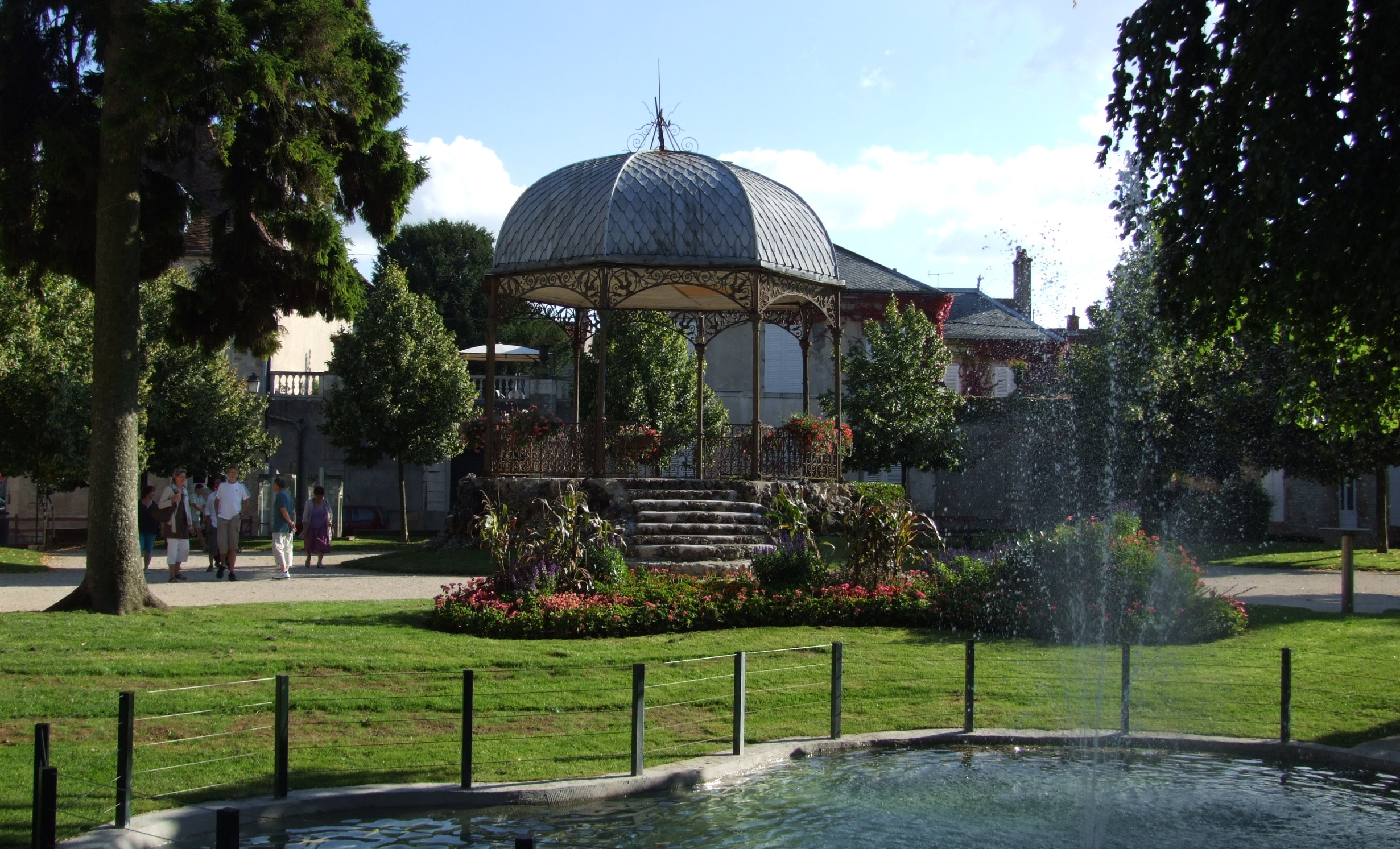
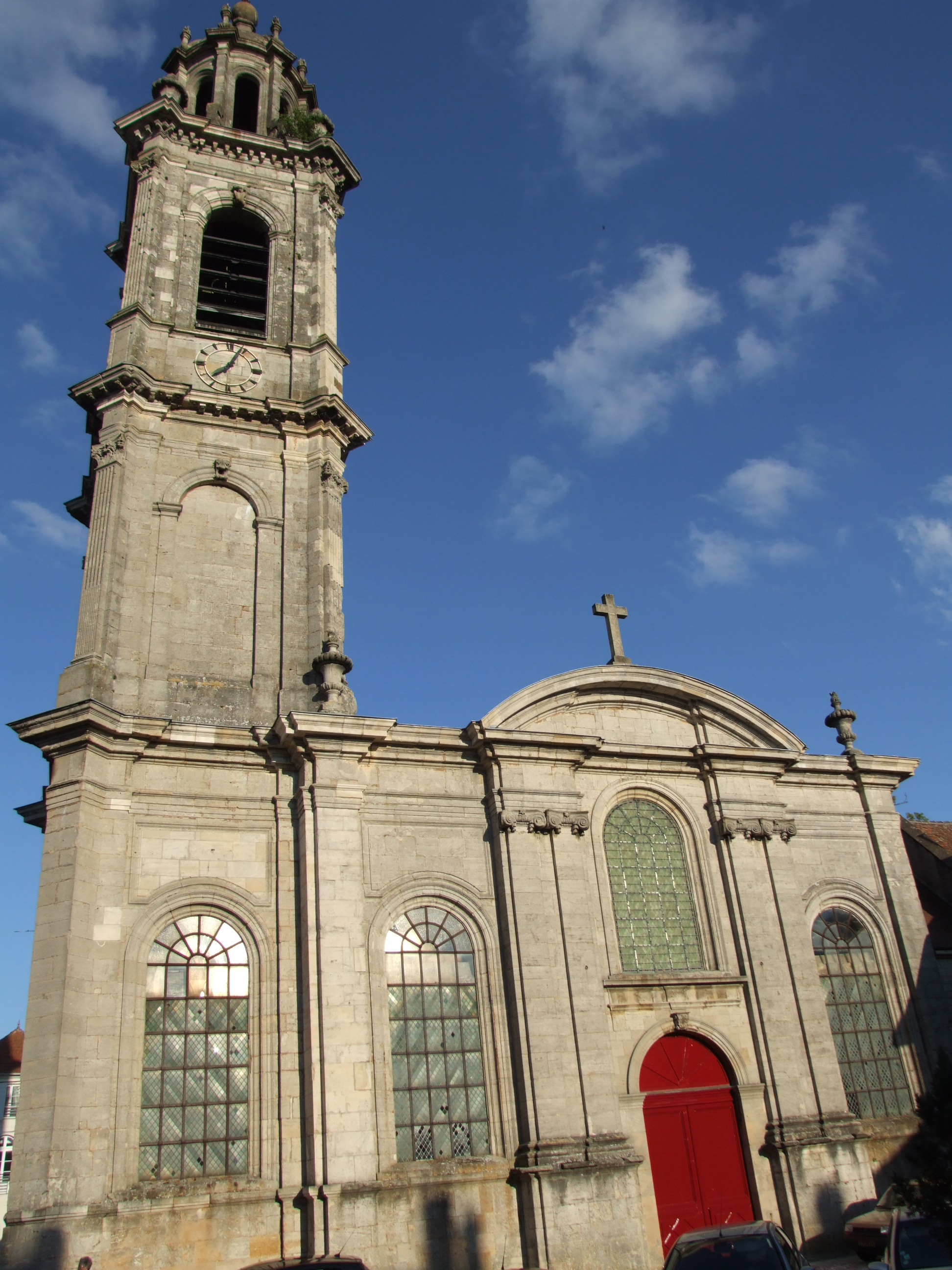